# Корсаков (город)

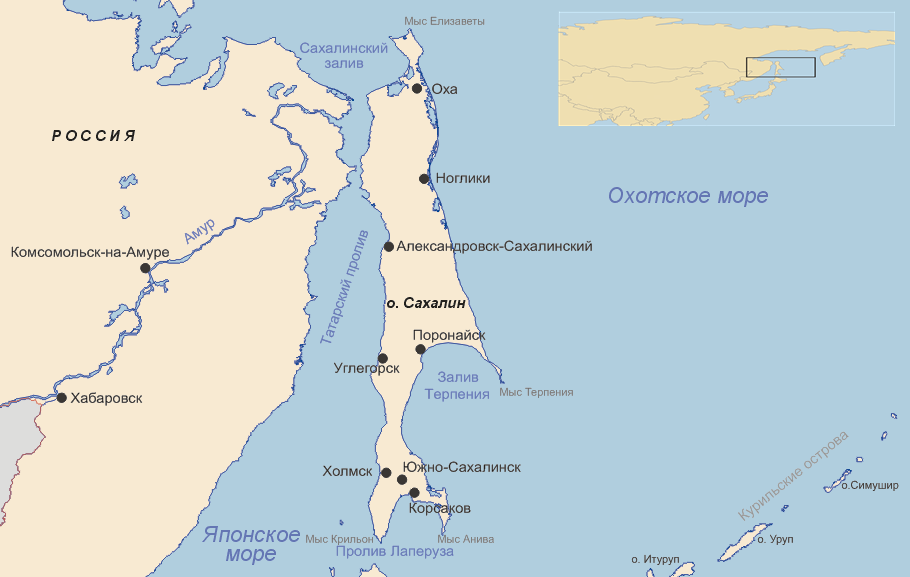
г. Корсаков на острове Сахалин

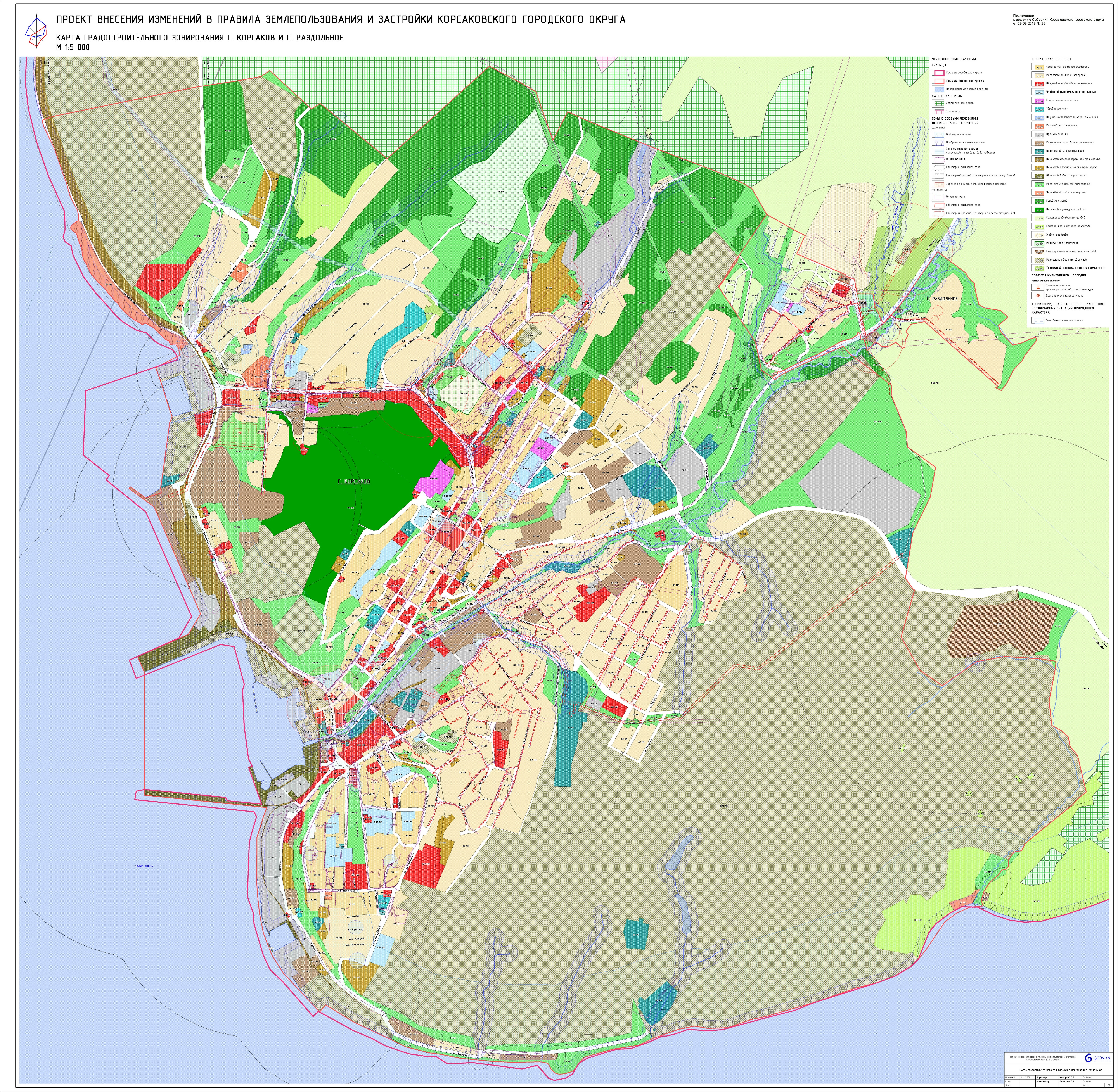
Карта градостроительного зонирования г. Корсаков

Корса́ков (с 1869 по 1908 — Корса́ковский пост, с 1908 по 1946 — Оодома́ри; яп. 大泊) — портовый город в России, административный центр Корсаковского городского округа Сахалинской области. Второй по численности населения город области, один из центров областной промышленности и важнейший транспортный узел региона («Южные ворота Сахалина»). С 2016 года входит в зону «Свободный порт Владивосток». Самый южный населённый пункт со статусом «город» на острове Сахалин.
История Корсакова напрямую связана с историей раннего освоения острова, как русскими, так и японцами. Оба русских поста располагались на вершине мыса, разделяющего две бухты, в одной из которых находилось айнское селение Пороантомари, а в другой — Кусункотан. Однако ещё в 1643 году голландец Де Фриз высадился у айнской деревни на месте нынешнего города (Кусункотан). В 1679 году в это селение прибыли самураи из княжества Мацумаэ и учредили свой первый пост, который просуществовал несколько лет. Первыми из русских здесь побывали в 1805 году участники кругосветной экспедиции И. Ф. Крузенштерна. 22 сентября (4 октября) 1853 года Г. И. Невельской провозгласил Сахалин российским владением и учредил в Кусункотане Муравьёвский пост, эвакуированный через 10 месяцев по внешнеполитическим причинам.
Спустя 15 лет, 31 июля (12 августа) 1869 года в близлежащем селении Ф. М. Депрерадович основал пост Корсаковский, ставший в 1884 году административным центром одного из трёх округов Сахалинского отдела Российской империи. В 1905 году по итогам русско-японской войны территория южного Сахалина отошла к Японии. Корсаков три года был центром гражданского управления, а затем губернаторства Карафуто, пока эти функции не передали Тоёхаре (ныне Южно-Сахалинск). 31 марта 1908 года после объединения с деревней Поро-ан-Томари (айн. букв. «большая гавань») был переименован в Оодомари.
За период Карафуто Оодомари приобрёл нынешние очертания и стал промышленным городом. Вскоре после возвращения Южного Сахалина в состав России, которое произошло в 1945 году, город был переименован в Корсаков, и его промышленное и социально-культурное развитие продолжилось уже в советских условиях. Крупнейшими предприятиями города в тот период были морской торговый порт, база океанического рыболовства, рыбоконсервный завод, фабрика гофрированной тары и агаровый завод. В 1990—2000-е годы большинство из них прекратили существование, и основной промышленной сферой стала переработка рыбы и морепродуктов. Существенным источником пополнения областного бюджета является нефтегазовый комплекс «Пригородное».

## Физическо-географическая характеристика

### Географическое положение и рельеф
Город расположен на берегу бухты Лососей залива Анива, в 42 км от Южно-Сахалинска. Рельеф холмистый, между сопками расположены долины-па́ди. Центральная сопка, на которой находится лесопарковая зона, имеет высоту до 94 м над уровнем моря. К северу от города раскинулось Корсаковское плато. В южной части находится сопка Заповедная высотой до 103,8 м, на которой расположен Корсаковский маяк (принят в эксплуатацию 15 августа 1950 года).
Ближайшие населённые пункты:
- село Первая Падь — в 5 км от города по федеральной трассе А391 (Южно-Сахалинск — Корсаков)
- село Раздольное — в 3 км (автодорога Корсаков — Подорожное)
- бывшее село Пригородное, ныне производственный комплекс «Пригородное» — в 13 км (автодорога Корсаков — Новиково)[7]

### Гидрография
В черте города протекает река Корсаковка, впадающая в центральный ковш корсаковского порта, а также ручей Безымянный.

### Климат
Корсаков приравнен к районам Крайнего Севера
Годовое количество осадков составляет 700—800 мм. Больше всего осадков выпадает с июля по октябрь, когда город регулярно подвержен тайфунам. Сильнейшим из них в XX веке был тайфун «Филлис» в августе 1981 года. Мощные циклоны, вызывавшие в городе наводнения, были отмечены также в начале сентября 1954 года и в июле 2010 года.
Кроме того, случаются подтопления прибрежных территорий в результате воздействия нагонных волн, возникающих при сильных ветрах со стороны моря во время циклонов. Катастрофические последствия имело стихийное бедствие в конце августа 1920 года, когда по сообщению агентства «Рейтер» погибло 200 человек, пострадало вплоть до разрушения 370 домов, 500 человек лишилось крова.
Корсаков относится к сахалинским городам с наиболее высокой снегоопасностью в зимний период (снеговая нагрузка — 4,5; средняя продолжительность особо опасных метелей за зиму — 48 ч; максимальное количество твёрдых осадков за 12 ч — 30 мм).
| Показатель                                           | Янв.  | Фев.  | Март  | Апр. | Май  | Июнь | Июль | Авг.  | Сен. | Окт. | Нояб. | Дек. | Год   |
| ---------------------------------------------------- | ----- | ----- | ----- | ---- | ---- | ---- | ---- | ----- | ---- | ---- | ----- | ---- | ----- |
| Абсолютный максимум, °C                              | 11,0  | 6,1   | 11,2  | 19,1 | 22,2 | 23,9 | 29,0 | 28,4  | 29,0 | 21,1 | 16,0  | 8,0  | 29,0  |
| Средний суточный максимум, °C                        | −6,1  | −5,6  | −1,6  | 4,3  | 9,0  | 13,0 | 17,4 | 19,4  | 17,2 | 11,4 | 4,0   | −2,1 | 6,6   |
| Средняя температура, °C                              | −9,6  | −8,8  | −3,4  | 2,5  | 7    | 11,2 | 16,5 | 16,9  | 14,5 | 7,5  | 0,1   | −6,1 | 4,0   |
| Средний суточный минимум, °C                         | −14,9 | −15,3 | −9,6  | −1,7 | 2,2  | 6,5  | 11,7 | 13,4  | 9,5  | 3,3  | −3,3  | −9,9 | −0,8  |
| Абсолютный минимум, °C                               | −29   | −28   | −24,5 | −14  | −6,7 | −2,5 | 2,0  | 3,6   | −3,8 | −7,6 | −16   | −25  | −29   |
| Норма осадков, мм                                    | 51,6  | 36,9  | 51,3  | 49,3 | 76,4 | 88,0 | 69,1 | 106,4 | 94,5 | 86,6 | 70,0  | 47,0 | 827,2 |
| Источник: Архив климатических данных, История погоды |       |       |       |      |      |      |      |       |      |      |       |      |       |

### Экологическая обстановка
По данным РосГидроМета на 2014 год, Корсаков входил в число «горячих точек», уровень загрязнения воздушной среды в которых оценивался как «высокий» (превышение ПДК сажи, взвешенных веществ и NO2), что связывается с работающими на каменном угле городскими котельными, обогревом частного сектора, и, в том числе с близким расположением завода СПГ, на технологических установках которого сжигают природный газ. Морские воды в районе города по данным 2014 года в среднем оценивались как умеренно загрязнённые, при этом ПДК меди была превышена в 1,5 раза.

### Города-побратимы
- Момбецу (Япония) — с 12 января 1991 года[20]
- Вакканай (Япония) — со 2 июля 1991 года[20]
- Амарумэ[21] (Япония) — с 23 июля 1992 года[22][23]
- Самчхок (Республика Корея) — с 31 августа 2010 года[24]

## Население
Корсаков — второй по численности населения город области. Он уступает Южно-Сахалинску; в период с 1970-х до 2002 года был третьим — после Холмска. Вплоть до конца 1920-х годов Оодомари оставался самым многонаселённым пунктом как Карафуто, так и острова в целом (в конце 1912 года здесь проживало 10 861 человек, а уже в 1925 — 24 767)), и лишь после по этому показателю его превзошла Тоёхара (современный Южно-Сахалинск).
| 1897    | 1907    | 1912    | 1925    | 1935    | 1959    | 1967    | 1970    | 1979    | 1989    | 1992    |
| ------- | ------- | ------- | ------- | ------- | ------- | ------- | ------- | ------- | ------- | ------- |
| 1700    | ↗7200   | ↗10 861 | ↗24 767 | ↘23 789 | ↗32 914 | ↗34 000 | ↗38 210 | ↗42 341 | ↗45 096 | ↗45 300 |
| 1996    | 1998    | 2000    | 2001    | 2002    | 2003    | 2005    | 2006    | 2007    | 2008    | 2009    |
| ↘40 300 | ↘38 300 | ↘37 000 | ↘36 500 | ↗36 652 | ↗36 700 | ↘35 900 | ↘35 500 | ↘35 100 | →35 100 | ↘34 983 |
| 2010    | 2011    | 2012    | 2013    | 2014    | 2015    | 2016    | 2017    | 2018    | 2019    | 2020    |
| ↘33 526 | ↘33 451 | ↘33 322 | ↘33 148 | ↘32 860 | ↗32 962 | ↗33 056 | ↗33 213 | ↘33 203 | ↗33 645 | ↗34 023 |
| 2021    | 2023    | 2024    | 2025    |         |         |         |         |         |         |         |
| ↘33 950 | ↘33 259 | ↘33 123 | ↘32 772 |         |         |         |         |         |         |         |

Динамика населения
На 1 января 2025 года по численности населения город находился на 462-м месте из 1124 городов Российской Федерации.

## История
Корсаков — один из первых двух русских населённых пунктов на Сахалине и в области в целом, учреждённых российскими мореплавателями в 1853 году в качестве военных постов. Официально днём основания Корсакова является 22 сентября (4 октября) 1853 года. День города отмечается ежегодно в третье воскресенье сентября.

### Период до 1853 года

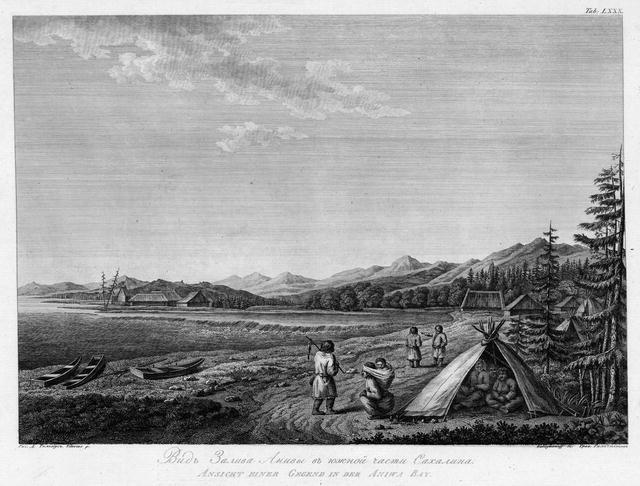
Вид залива Анива.
Гравюра Тилезиуса фон Тиленау

Изначально на месте будущего города располагались айнские селения, первые документальные свидетельства о которых датируются XVII веком. В июле 1643 года нидерландский мореплаватель Де Фриз на судне «Кастрикум» первым из европейцев исследовал побережье Сахалина, присвоив имя заливу Анива. 16 июля 1643 года он высадился у деревни в границах нынешнего Корсакова и зафиксировал её местное название как Анива-Тамари — такое же, как у соседнего мыса и прилегающей бухты (позднее закрепился вариант «Томари-Анива»). В 1679 году с Хоккайдо в поселение айнов под названием Кусункотан (Кусун-котан или Кусюнкотан, яп. 久春古丹) прибыли японские самураи из клана Мацумаэ и учредили пост, просуществовавший до начала 1680-х годов. Позднейшие исследования показали, что топонимы Томари-Анива и Кусункотан являются синонимичными. Из других селений в пределах нынешнего города во второй половине XIX века регулярно упоминаются Хакка-Томари (Аккатувари; Хахка-Томари; яп. ハツコトマリ; 函泊) и Поро-ан-Томари (яп. ポロアン;大泊).
В 1790 году княжество Мацумаэ для организации рыболовного участка направило на остров подрядчика Мураяма Дэмбэй, который в Кусункотане построил торговые склады, а в Сирануси — айнском селении около мыса Крильон — организовал торговую факторию. В 1800 году княжество перевело управление Сахалином под своё прямое ведение, а практические дела управления были вверены Сибая Тёдаю, который основал в Сирануси торговую стоянку, а в Кусункотане — в качестве её филиала — командировочный пост.
В мае 1805 года И. Ф. Крузенштерн в ходе первой русской кругосветной экспедиции на шлюпе «Надежда» посетил юг Сахалина, включая Томари-Анива, упомянув при этом два айнских селения. По его словам, одно из них, большее, обнаруженное капитан-лейтенантом М. И. Ратмановым, «вероятно есть главным местом Японской торговли, производимой ими в Анивском заливе. Он видел в нём 100 домов Аиноских и более 300 человек, занимавшихся чищением и сушением рыбы, пять малых мачтовых судов и одно большое».
6 октября 1806 года бриг «Юнона» под командованием лейтенанта Николая Хвостова по тайному заданию графа Резанова бросил якорь в заливе Анива. Так начался первый из рейдов (в историографии известных под общим названием «инцидент Хвостова и Давыдова»). На следующий день команда высадилась на берег и посетила одно из айнских селений «на восточной стороне губы Анива» неподалёку от Кусункотана. 8 октября Хвостов, не имея на то официальных полномочий и в нарушение секретных предписаний, данных ему Н. П. Резановым, провозгласил остров владением Российской империи. 9 октября, перебравшись в Кусункотан, который на тот момент уже являлся важнейшим рыболовным промыслом японцев на Сахалине, моряки разорили японские магазины и фактории, а также взяли в плен четырёх сторожей клана Мацумаэ, оставшихся там зимовать. Затем все японские постройки и запасы строевого леса были сожжены. Неделю спустя «Юнона» покинула залив и вернулась через 8 месяцев вместе с тендером «Авось» под командованием Давыдова: 3 мая 1807 года они прошли вдоль берега и сожгли в Кусункотане склады и дома.

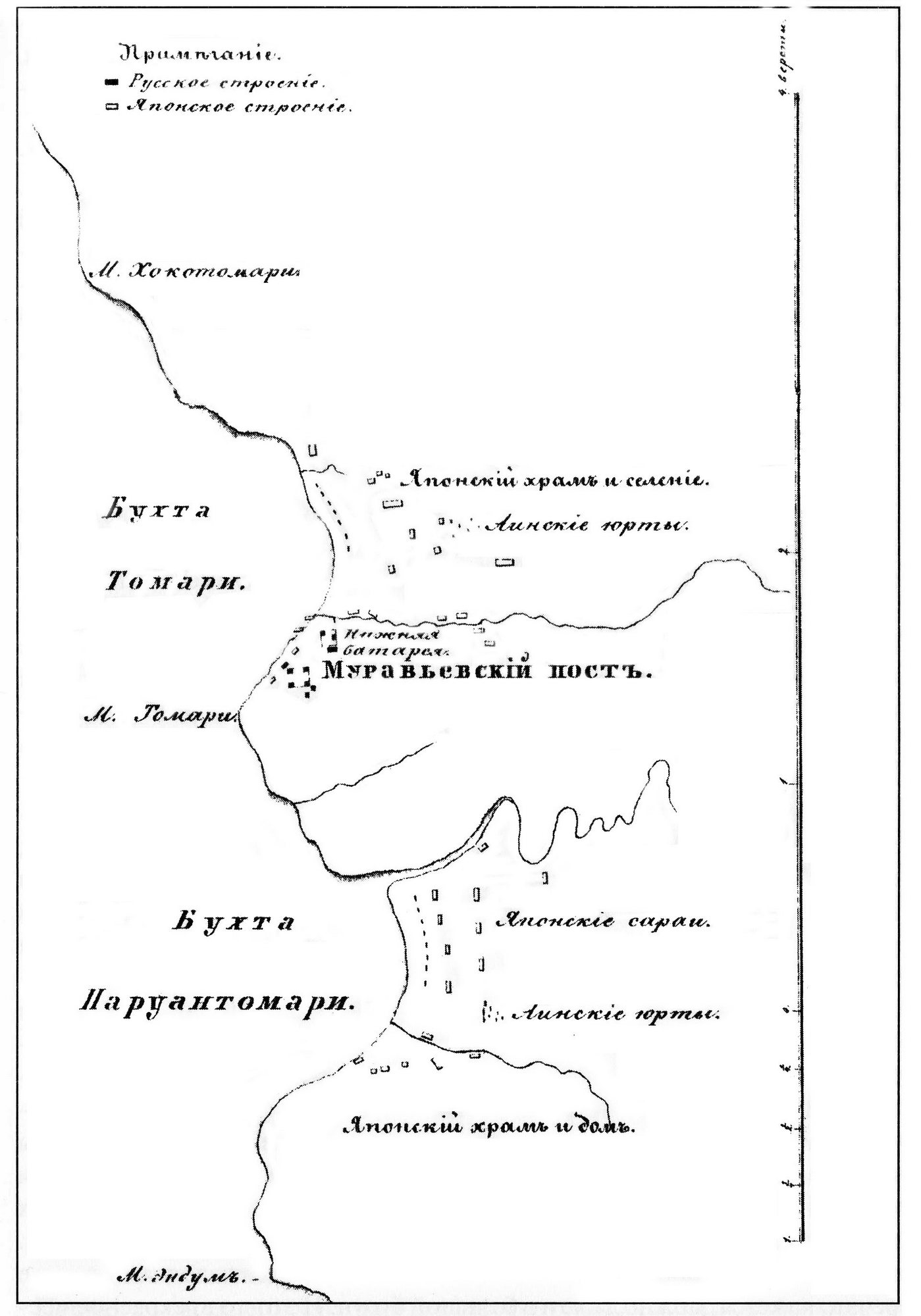
План рейда поста Муравьёвского. Съёмка Н. Рудановского (1853)

29 апреля 1807 года японское правительство постановило изъять под своё непосредственное управление земли Эдзо (включающие южный Сахалин и южные Курилы) из-под юрисдикции княжества Мацумаэ в связи с его неспособностью справляться с охраной территорий. Оборону Карафуто было поручено вести кланам с севера Хонсю, а в Кусункотане, ставшем административном центром, разместился японский гарнизон. Под прежнюю юрисдикцию остров вернулся в декабре 1821 года. С тех пор ежегодно в конце мая княжество Мацумаэ направляло в Кусункотан очередную смену самураев для наблюдения за рыболовством и проведения церемонии омуся (яп. オムシャ), в ходе которой айны «приветствовали» представителей князя и получали взамен товары. В начале июля гарнизон отбывал в Сирануси и оттуда в конце августа возвращался на Эдзо.

### Муравьёвский пост (1853—1854) и период до 1869 года
19 сентября (1 октября) 1853 года руководитель Амурской экспедиции Невельской с майором Буссе и лейтенантом Рудановским, а также командой из 90 человек, на транспорте «Император Николай I» прибыли в залив Тамари-Анива, где вечером судно встало на якорь. На следующий день Невельской, Буссе и лейтенант Бошняк переправились на берег, где их встретили айны и японцы из числа сторожей, оставшихся зимовать. Мореплаватели одарили всех подарками, после чего их пригласили в контору для взимания транспортных налогов, где Невельской сообщил японским старшинам о намерении русских поселиться в Тамари-Анива «для защиты местных жителей от американцев».
22 сентября (4 октября) 1853 года высадился десант. Матросы выстроились в две шеренги, пропели «Отче наш» и «Боже, Царя храни!», а Буссе поднял Андреевский флаг. Провозгласив Сахалин российским владением, Г. И. Невельской учредил военный сторожевой пост Муравьёвский, назвав его в честь Н. Н. Муравьёва. Для обустройства форпоста был выбран северный мыс в бухте Томари, где располагалось японские сараи и магазины. Буссе с Невельским договорились оставить в Муравьёвском 59 матросов и 8 наёмных работников, к которым в начале октября присоединились также 6 человек из экспедиции Д. И. Орлова.
25 сентября выгрузка завершилась и ночью 26 сентября транспорт «Николай», покинув рейд, направился в Императорскую гавань. После переноса снаряжения в приобретённый у японцев пакгауз, началось строительство. Для офицеров — Буссе и Рудановского — был собран флигель, привезённый из Аяна. Между строениями на верхней батарее позже были возведены стены с бойницами, а также две сторожевые башни.
30 мая (11 июня) 1854 года пост был эвакуирован в связи со вступлением в Крымскую войну против Российской империи Великобритании и Франции, чьи военные корабли крейсировали по дальневосточным водам и представляли потенциальную угрозу для русских поселений.

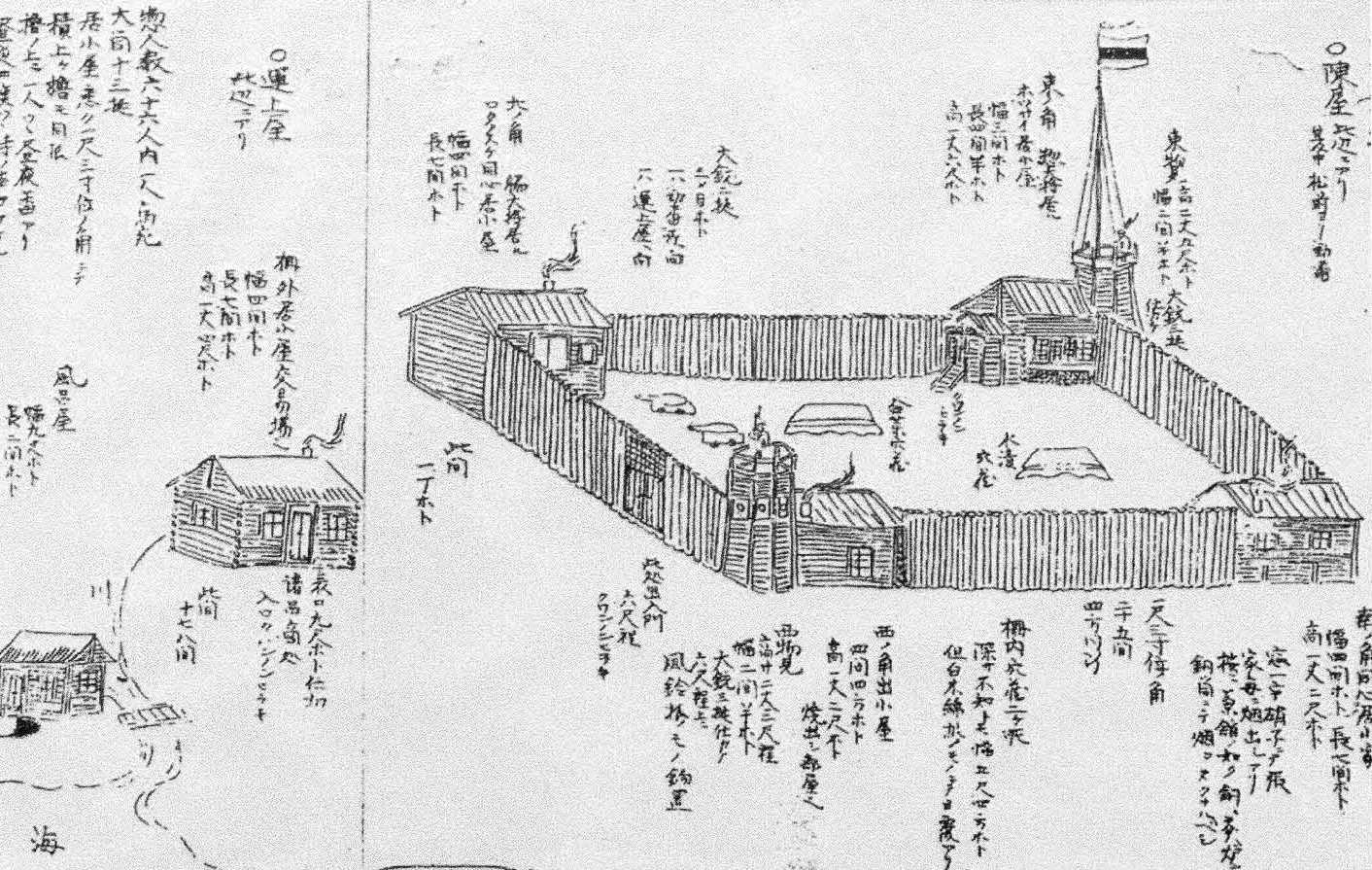
Японский рисунок Муравьёвского поста (1854)

С 1856 года японские власти возложили охрану юга острова на клан Сатакэ, чей отряд пограничной стражи составлял не более 50 человек. С 1861 года к обороне Сахалина было привлечено ещё 3 княжества.
18 (30) марта 1867 года в Санкт-Петербурге были подписаны «Временные правила относительно острова Сахалин», вводившие режим совместного проживания. 20 июля 1867 года в окрестности лагуны Буссе на востоке Анивского залива прибыла шхуна «Сахалин», высадившая роту 4-го Восточно-Сибирского линейного батальона под командованием подпоручика В. К. Швана, а 29 июля в устье реки Шешкевича по приказу командира батальона В. П. де Витте был основан новый пост под названием Муравьёвский.
Весной 1868 года вернулся домой перезимовавший здесь пограничный отряд княжества Сёнай и японских вооружённых сил на острове не осталось. 1 августа в Кусункотане высадилось 50 японских чиновников микадо, военных и большая группа поселенцев. В конце октября во главе отряда из 80 подчинённых и 200 переселенцев прибыл назначенный главным администратором Сахалина Кэнсукэ Окамото. Приняв дела у чиновника губернаторства Хакодате, он открыл административную контору правительства Мэйдзи.

### Корсаковский пост (1869—1905)
В мае 1868 года новоназначенный начальник сахалинским отрядом майор Ф. М. Депрерадович доложил военному губернатору Приморской области И. В. Фуругельму о необходимости устройства новых постов, в том числе и в Кусункотане «как центре туземного народонаселения», спустя 3 месяца уточнив, что считает необходимым «занятие селения Аккатувари в 3/4 версты к западу от селения Кусюн-Котан». В декабре Депрерадович с поручиком Шваном выбрал единственное в Аккатувари место, удобное для занятия русским постом. В мае следующего года он, уже в одиночку, на лодке совершил рекогносцировку берега на предмет высадки десанта.
20 июля (1 августа) 1869 года Депрерадович и Шван с двумя ротами 4-го Восточно-Сибирского батальона из Муравьёвского поста на транспорте «Маньчжур» направились в бухту Хакко-Томари для высадки в районе Аккатувари. 31 июля (12 августа) 1869 года здесь был основан новый пост, название которого россияне упростили до «Акутувай». Вскоре однако Фуругельм распорядился присвоить поселению имя Корсаковский пост (также затем в употреблении были топонимы Корсаков, пост Корсакова и Корсаковск) в честь восточно-сибирского генерал-губернатора М. С. Корсакова.

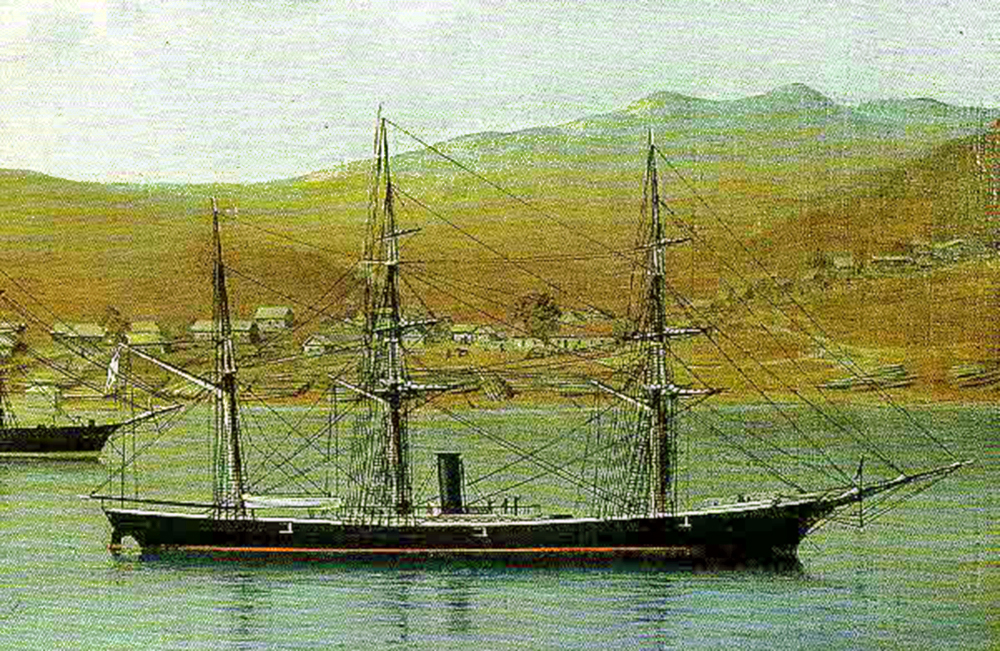
Транспорт Сибирской флотилии «Маньчжур»

В июле 1869 года администратор Окамото отправился в Токио, где доложил в правительстве о высадке русских войск и призвал к отправке японских сил. Не добившись своего, осенью он вернулся. Назначенный весной 1870 года заместителем начальника Колонизационного бюро, ответственным за Сахалин, К. Курода, изучив обстановку, предложил переключиться на освоение Хоккайдо. Несогласный с этой позицией Окамото в конце года подал в отставку.
18 (30) апреля 1869 года Александр II утвердил «Положение Комитета об устройстве каторжных работ», которым Сахалин официально определялся местом каторги и ссылки. В конце января 1870 года в центре бухты началось строительство деревянного причала, а в мае была заложена церковь в честь святителя Николая Чудотворца. Весной того же года прибыла первая партия ссыльнокаторжных. В начале 1870-х численность личного состава поста из трёх рот и взвода горной батареи составляла около 400 человек. Мужчины назначались на строительные работы в постах Корсаковском и Муравьёвском, а также на проведении дороги от Корсакова до крестьянских поселений в Такойской долине. Женщины заготавливали веники, стирали бельё и мыли полы в постовых зданиях; часть назначалась в прислугу чиновникам и офицерам.
С появлением каторги ухудшилась криминогенная обстановка, что стало одной из причин оттока японского населения с Сахалина. Для поддержания общественного порядка японское Колонизационное бюро в 1872 году отправило 10 полицейских, а на следующий год ещё 15. Все они размещались в Кусункотане и выходили на патрулирование в соседние селения. По переписи 1873 года в Кусункотане проживал 281 японец и 505 айнов. В марте 1874 года бюро гарантировало японским жителям Сахалина, желающим переехать на Хоккайдо, оплату проезда и подъёмные. В итоге к осени убыло 458 человек (около 90 % жителей). Одновременно были ликвидированы правительственные рыбалки и местные административные органы японцев.
25 апреля (7 мая) 1875 года был подписан Санкт-Петербургский договор, по которому Япония официально отказалась от территориальных претензий на Сахалин в обмен на Курильские острова. Согласно 6-й статье японским судам предоставлялось право посещать порт Корсаков (Кусун-Котан) «без платежа всяких портовых и таможенных пошлин, в продолжение десятилетнего срока». Также японскому правительству предоставлялось право назначить в Корсаков консула или консульского агента.
7 (19) сентября 1875 года в Корсаковский пост для «формальной передачи Сахалина во владение России» прибыл начальник штаба войск Приморской области полковник Я. Ф. Барабаш, а также русский консул в Хакодате А. Э. Оларовский. В Кусункотане в присутствии местного населения и войск в 11 часов был спущен японский флаг и поднят российский. В тот же день в Корсакове открылась школа для детей солдат и крестьян. Японский уполномоченный на Сахалине Тацуцура Хасэбэ приказал всем японцам эвакуироваться. В 1876 было учреждено консульство, главной функцией которого стало обеспечение прав японских рыбопромышленников, ведущих свои промыслы у побережья Сахалина, Камчатки и в Охотском море. Там выдавались введённые японским правительством «официальные разрешения на выход в море». Консульство было построено в Кусункотане (на территории нынешнего Покровского монастыря по ул. Окружной).

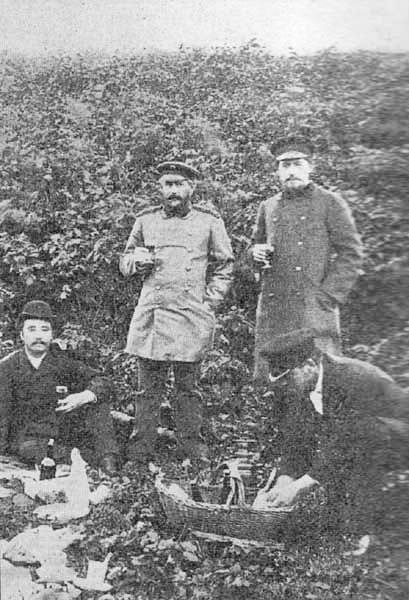
А. П. Чехов на пикнике с японским консулом в октябре 1890 года

В сентябре 1875 года вступило в действие «Временное положение о военном и гражданском управлении на о. Сахалин». Были сформированы органы новой администрации, а территория острова поделена на 2 округа: Северо-Сахалинский и Южно-Сахалинский. С 1879 года проходила регулярная доставка ссыльнокаторжных кругосветным путём судами «Добровольного флота»: два раза в год в порты Корсакова и Александровска доставлялся очередной «сплав» (партия) пополнявших местные тюрьмы и поселения. 13 (25) мая 1880 года было утверждено положение «О штатах управления каторжными тюрьмами на о-ве Сахалине». Оно предусматривало строительство трёх новых тюрем: Александровской, Тымовской и Корсаковской. Новым «Положением об управлении о. Сахалином» от 15 (27) мая 1884 года Сахалинский отдел Российской империи был поделён на 3 округа: Александровский, Тымовский и Корсаковский. В 1886 году было основано русское поселение в соседнем с Корсаковским постом Поро-ан-Томари.
12 (24) сентября 1890 года на пароходе «Байкал» в Корсаковский пост прибыл А. П. Чехов. В своей книге «Остров Сахалин» он написал следующее:

Пост имеет с моря приличный вид городка, не сибирского, а какого-то особенного типа, который я не берусь назвать; основан он был почти 40 лет назад, когда по южному берегу там и сям были разбросаны японские дома и сараи, и очень возможно, что это близкое соседство японских построек не обошлось без влияния на его внешность и должно было придать ей особые черты. <...> Лежит он в пади, которая и теперь носит японское название Хахка-Томари, и с моря видна только одна его главная улица, и кажется издали, что мостовая и два ряда домов круто спускаются вниз по берегу; но это только в перспективе, на самом же деле подъём не так крут.
— 1894Полный текст произведения
В Корсакове писатель снял комнату у секретаря полицейского управления Степана Фельдмана. Проведя около месяца в работе и насыщенных поездках по югу острова, в ночь на 14 октября Чехов отправился на пароходе «Петербург» во Владивосток.

Пост Корсаковский (фото 1894 года)
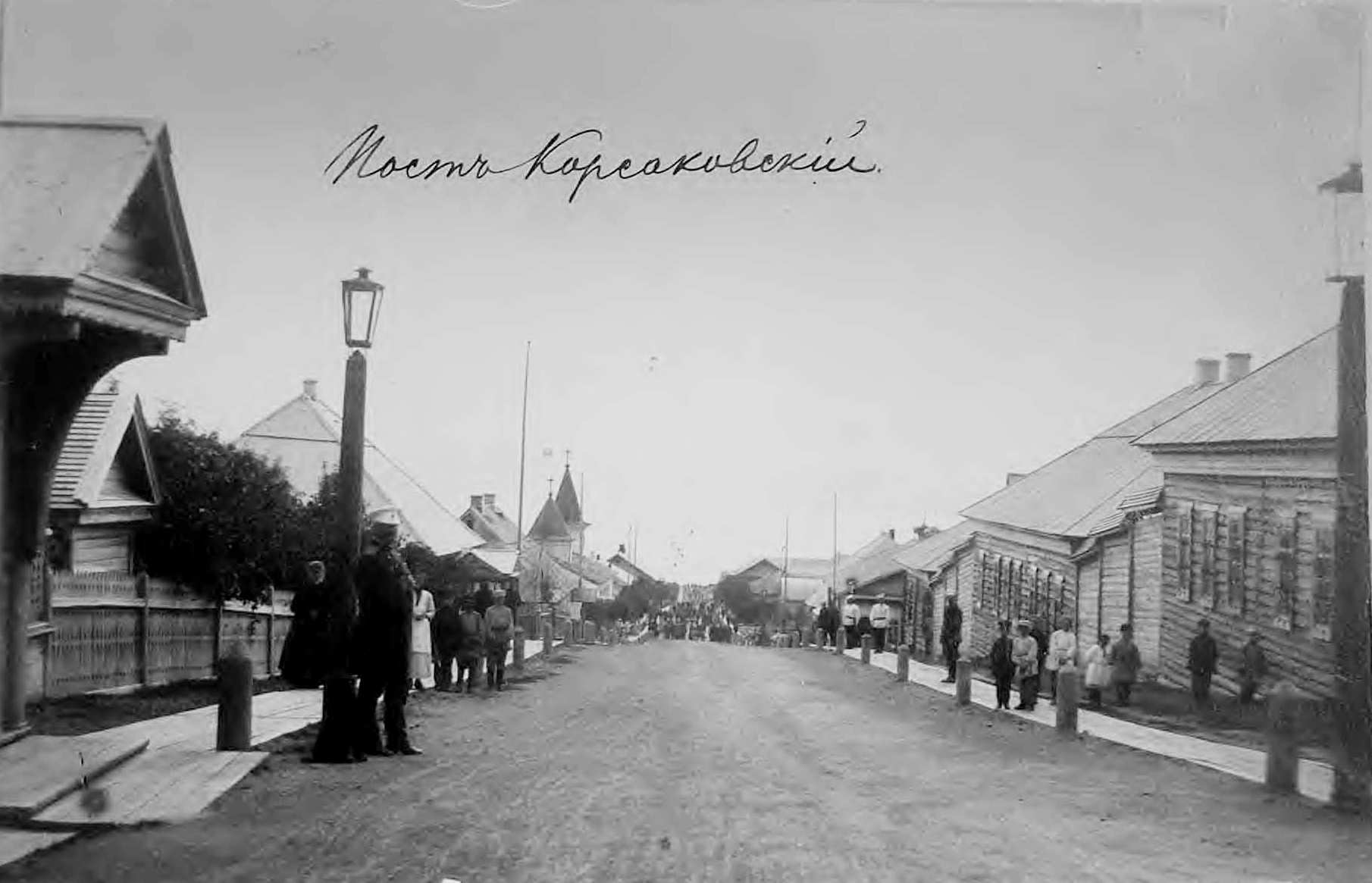
Главная улица
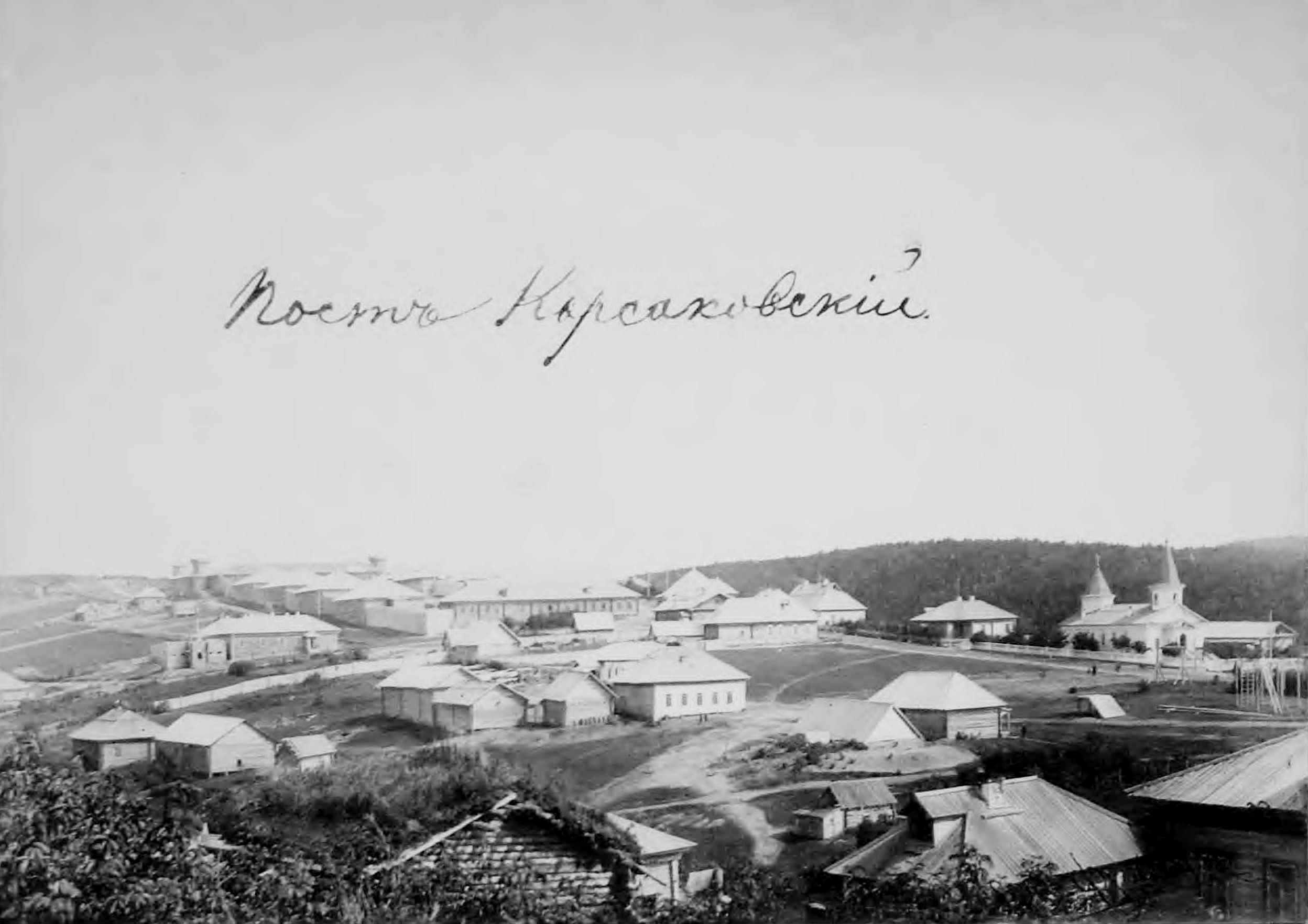
Общий вид и тюрьма (слева от центра)
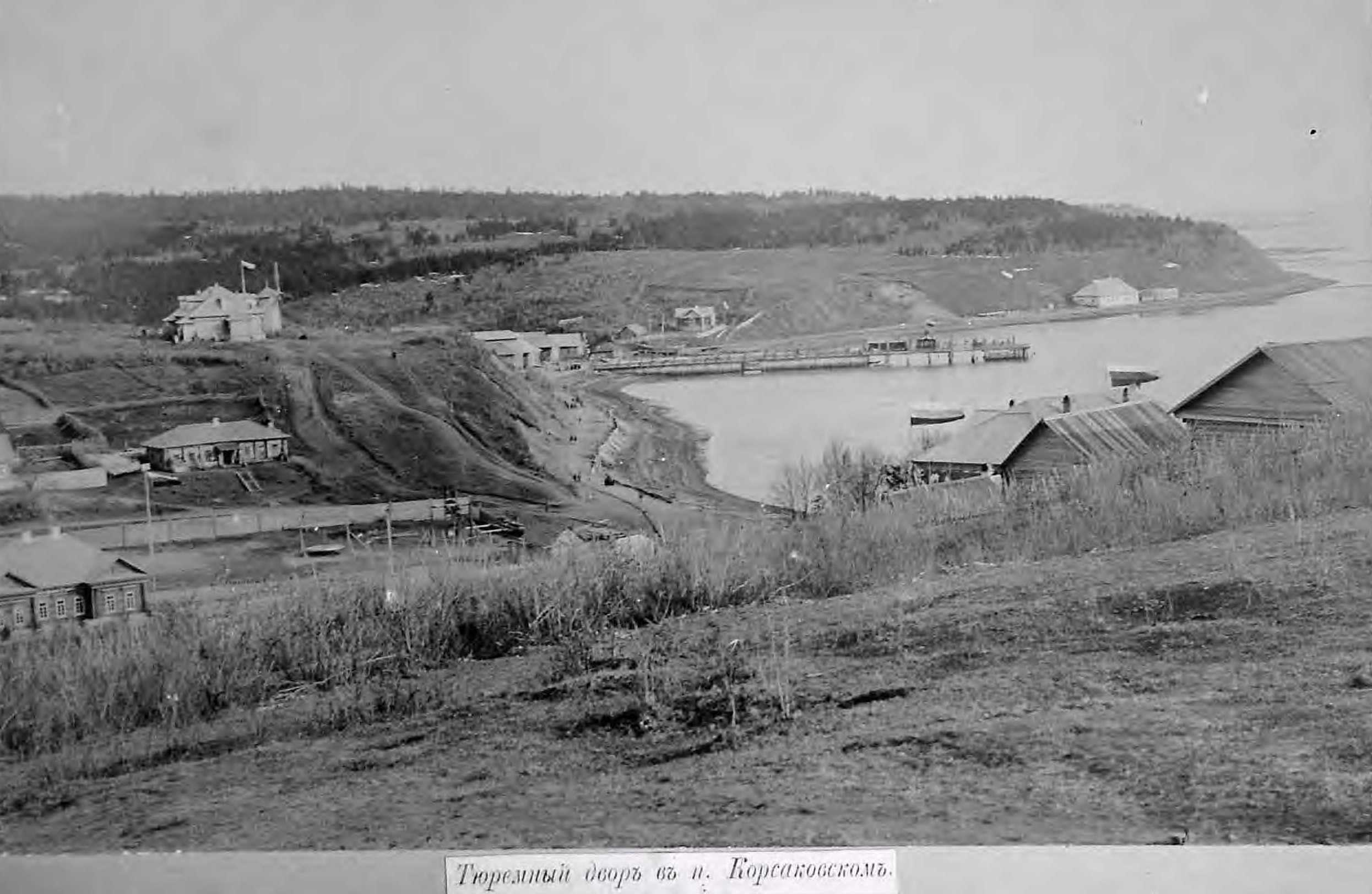
Бухта

#### Во время русско-японской войны (1904—1905)
Близость Корсаковского поста к Японии и выгодное положение делало его и южную часть острова вероятным объектом японских операций. До 1903 года плана обороны Сахалина не существовало, так как военный губернатор острова Ляпунов считал правильным не держать там войск, для нужд каторги обходясь лишь тюремной стражей МВД.
28 января (10 февраля) 1904 года была объявлена мобилизация войск на Сахалине, но из таковых там имелись только местные команды (в том числе Корсаковская). 29 января повелением дальневосточного наместника было начато формирование добровольных дружин по 200 человек каждая (с массовым привлечением ссыльно-каторжных за счёт обещанных льгот). В Корсакове располагалось 4 дружины и конный отряд. В конце февраля здесь была сформирована батарея из 4-х лёгких орудий, а в октябре был развёрнут резервный батальон 4-ротного состава.
7 (20) августа 1904 года в заливе Анива русский крейсер «Новик», шедший в Корсаковский пост для пополнения запасов угля, был атакован японским крейсером «Цусима» и принял бой, в ходе которого получил ощутимые повреждения. В ответ он нанёс противнику подводную пробоину и тот вышел из сражения для ремонта. Командир «Новика» капитан 2-го ранга М. Ф. Шульц, получив данные радиоперехвата о приближении бронепалубного крейсера «Титосэ», приказал затопить свой корабль и в 23:30 он лёг на грунт около Корсакова, а 53 человека из команды присоединились к обороне Сахалина. Из снятых с «Новика» двух 120мм- и двух 47мм-орудий, лейтенантом Максимовым была построена береговая батарея.

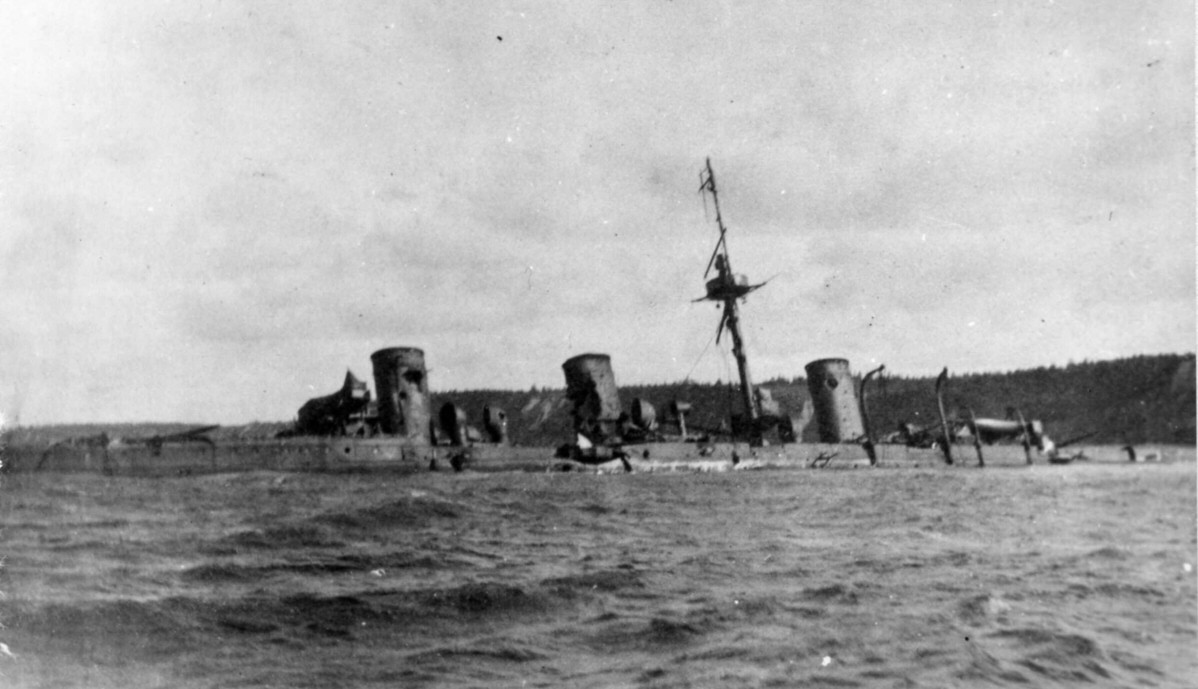
Крейсер «Новик», затопленный в августе 1904 года около Корсаковского поста

В январе 1905 года генерал Ляпунов предписал Корсаковскому отряду из-за слабости войск Южного Сахалина при высадке японского десанта упорного сопротивления не оказывать, а сразу переходить к партизанским действиям. 24 июня (7 июля) 1905 года под прикрытием двух судов между сёлами Мерей и Савина Падь (сейчас Нечаевка) началось японское вторжение. С целью задержать противника при продвижении к Корсаковскому посту, чтобы успеть сжечь в нём склады, здания и пристань, 3-я дружина и артиллерия заняли позиции у Поро-ан-Томари, а две роты встали резервом на маячной горе. В 14:50 из-за мыса Эндума показались миноносцы, между ними и береговой батареей лейтенанта Максимова завязалась упорная перестрелка. В 17 часов весь пост был в огне и обороняющиеся стали отходить к Соловьёвской позиции. К 25 июня (8 июля) 1905 года Корсаков был занят японцами.

### Японский период (1905—1945)
23 августа (5 сентября) 1905 года согласно условиям Портсмутского мирного договора территория Южного Сахалина отошла к Японии. Центром гражданского управления Карафуто на протяжении первых трёх лет был Корсаковский пост. 1 декабря 1906 года открылось железнодорожное сообщение между ним и русским селом Владимировка, куда был запланирован в дальнейшем перенос «столицы» японских владений на острове.
14 марта 1907 года Карафуто получил статус губернаторства и был поделён на 3 округа, в том числе Корсаковский. В том же году в его административном центре была введена в строй железнодорожная линия, соединившая вдоль берега Корсаков (яп. コルサコフ; включающий бывший Кусункотан) и соседний посёлок Поро-ан-Томари, где в тот период началось строительство порта. 31 марта 1908 года они были объединены в общее поселение, получившее название Оодомари (大泊, Ōtomari, Отомари). 23 августа административный центр региона был перенесён во Владимировку, ранее переименованную в Тоёхару.
В 1914 году в Оодомари был открыт первый на острове целлюлозно-бумажный завод. В 1917 году начал работу завод по производству агар-агара. В 1920—1928 годах в порту был построен причал для кораблей с железобетонным мостом-платформой длиной 257 м (функционирует по сей день). 1 мая 1923 года было открыто паромное сообщение с городом Вакканай на острове Хоккайдо.
|                                |                |                           |                    |                    |
| Городская управа и жандармерия | Район почтамта | Торговый район Сакаэ-мати | Храм Анива-дзиндзя | Вид на улицу Бунка |

Указом Министерства колоний от 1 июля 1929 года губернаторство было разделено на 7 округов (яп. 支庁) и Оодомари стал центром одного из них, при этом получив статус посёлка 1 класса (яп. 一級町), что соответствует понятию малого города или городка. При сокращении административных единиц Карафуто до 4-х в апреле 1943 года он вошёл в качестве уездного центра в состав Тойохарского округа, но прежний его городской статус был сохранён.
В ходе Южно-Сахалинской операции советско-японской войны утром 25 августа 1945 года корабли Северной Тихоокеанской флотилии прибыли в Оодомари и в 6:00 началась высадка десанта. Через два часа к городу с севера подошли части 113-й стрелковой бригады. Гарнизон противника и личный состав военно-морской базы (3400 человек) без сопротивления сложили оружие и в 10:00 утра капитулировали. Ещё до начала военных действий и в ходе их японское командование и гражданские власти Оодомари весь наиболее годный и мощный самоходный флот использовали для частичной эвакуации населения и вывоза ценностей на Хоккайдо.

### Послевоенный период (1945—1949)

Военный регулировщик около японского банка в Оодомари (1945)

24 сентября 1945 года на юге Сахалина были образованы 11 районных и 15 городских управлений по гражданским делам. Для переселенцев с материка в порту был открыт приёмно-переселенческий пункт (аналогичный — в Маоке). Приказом Наркомата внешней торговли СССР № 339 от 17.12.1945 года в Оодомари открыт таможенный пост, ставший центром таможенной службы на Сахалине и Курильских островах.
В 1946 году Указом Президиума Верховного Совета СССР от 2 февраля была образована Южно-Сахалинская область в составе Хабаровского края. Приказом № 72 Южно-Сахалинского облуправления по гражданским делам от 22.02.1946 «Об административном делении Южно-Сахалинской области» Оодомари был выделен в город областного подчинения, а Указом Президиума Верховного Совета РСФСР от 05.06.1946 переименован в Корсаков и закреплён его статус как города областного подчинения. Официально утверждалось, что название дано в честь капитана шхуны «Восток» В. А. Римского-Ко́рсакова.
9 февраля 1947 года жители города, распределённые по трём участкам Южно-Сахалинского избирательного округа № 177, приняли участие в выборах в Верховный Совет РСФСР II созыва (единственным кандидатом был И. И. Байков). С 1 марта начал свою деятельность исполком городского Совета депутатов трудящихся, председателем которого был назначен В. С. Волков, до этого возглавлявший городское гражданское управление. 21 декабря был избран Корсаковский городской Совет в составе 72 депутатов. В октябре состоялся первый пленум горкома ВКП(б), на котором первым секретарём был избран П. М. Михайлов.
30 июня 1948 года начала работу фабрика картонных ящиков (гофрированной тары). В первом полугодии после капитального ремонта открыты поликлиника и инфекционная больница на 50 коек, а в сентябре в здании бывшего костёла — родильный дом на 40 коек (на углу Краснофлотской и несуществующей ныне улицы Пушкина).

### 1950—1980-е годы

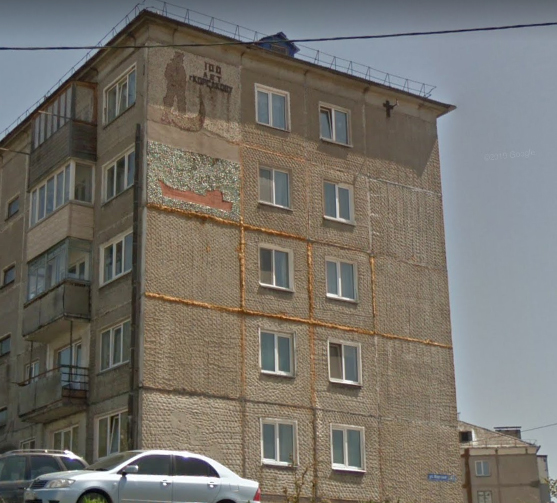
Жилой дом с мозаикой «100 лет г. Корсакову»

3 января 1952 года центральная площадь получила официальное наименование — Комсомольская (ранее комсомольцы города вышли на субботник и высадили здесь в обустроенном сквере саженцы лиственных деревьев). Однако ещё несколько лет в народе она продолжала называться Горелой, так как её территория образовалась после расчистки массовых пожарищ 1945—1946 годов. Эта площадь оставалась центральной вплоть до начала 1970-х, когда её функции постепенно перешли к нынешней площади имени В. И. Ленина (название присвоено в 1987 году).
22 октября 1954 года город посетили первый секретарь ЦК КПСС Н. С. Хрущёв, министр торговли СССР А. И. Микоян и министр обороны СССР Н. А. Булганин. 5 июня 1965 года Корсаков и предприятия города посетил космонавт № 4 П. Р. Попович, приезжавший в область на 40-летие сахалинского комсомола. 15 января 1967 года в городе побывал председатель Совета Министров СССР А. Н. Косыгин.
В честь столетия города 30 июня 1969 года Министерство связи СССР выпустило иллюстрированный конверт «100 лет городу Корсакову» (рисунок В. Рыбаковой), а 1 июля строителями треста «Сахалиншахтострой» был сдан 90-квартирный крупнопанельный дом по ул. Флотской с памятной мозаикой на торце.
18 августа 1972 года введёны в эксплуатацию широкоформатный кинотеатр «Союз» (первых зрителей принял 30 сентября), а 29 декабря — здание Комбината бытового обслуживания (Дом быта) по ул. Советской. 2 марта 1987 года введена в эксплуатацию центральная котельная (по ул. Толстого, 76). В феврале 1989 года начато строительство нового здания типографии и редакции по ул. Флотской, завершить которое планировалось в 1992 году (из проблем с финансированием осталось незавершённым).
Указом Президиума Верховного Совета СССР от 12 мая 1977 года В. И. Бармуте, капитан-директору БМРТ «Мыс Сенявина» Корсаковской базы океанического рыболовства, присвоено звание Героя Социалистического Труда. 1 августа в городе побывал космонавт Г. М. Гречко, который встретился с пионерами, работниками рыбокомбината и военнослужащими военно-морского гарнизона. Указом от 2 апреля 1981 года звание Героя Социалистического Труда присвоено П. Н. Костюченко, бригадиру комплексной бригады докеров-механизаторов Корсаковского порта. Указом от 19 августа 1988 года звание Героя Социалистического Труда присвоено А. А. Арбузову, капитан-директору БМРТ «Мыс Сенявина» Корсаковской базы океанического рыболовства.

### Период с 1991 года

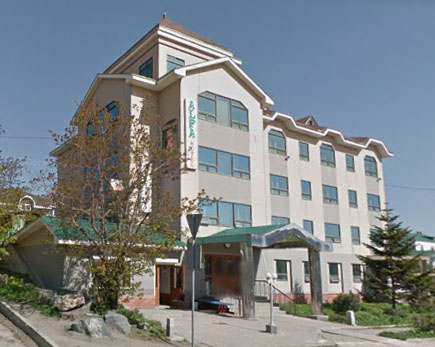
Гостиница «Альфа»

Во время пребывания 2—4 июля 1991 года в Корсаковском районе официальной делегации из города Вакканай во главе с мэром Кадзуо Цуруга (яп. 久春古丹) был подписан договор о побратимстве. 22 сентября основано рыбоперерабатывающее предприятие «Ирис-1» холдинга «Пиленга Годо». 28 апреля 1995 года — полвека спустя — возобновлено регулярное паромное сообщение Корсаков—Вакканай.
В октябре 1993 года в день празднования 140-летия города в Комсомольском сквере был установлен бронзовый бюст генерал-губернатора Восточной Сибири Михаила Корсакова (автор — В. Н. Чеботарёв).
30 сентября 1999 года утверждено положение о звании «Почётный гражданин города Корсакова». 27 февраля 2002 года решением районного собрания утверждён герб Корсакова (автор — художник М. Р. Файзрахманов).
29 декабря 1999 года открыто новое, пятиэтажное здание центральной районной больницы по улице Федько 2, строительство которого было запланировано в 1989 году, а начато в 1995 году (неоднократно прерывалось из-за отсутствия финансирования). 30 декабря 2008 года в новом 3-этажном здании, построенном за 2 года по ул. Краснофлотской, открыта районная поликлиника
В 2003 году началось строительство комплекса «Пригородное», который был запущен в эксплуатацию и вышел на проектную мощность в 2009 году.
В сентябре 2012 года начата реконструкция центральной площади города. За год её облицевали цветной плиткой с орнаментом «Роза ветров», в центре был установлен фонтан, а памятник В. И. Ленину от здания администрации перенесли к проходу напротив ДК «Океан»; также установлено 4 декоративных камня с табличками, «отражающими знаменательные события истории портового города». Презентация завершённых по плану работ состоялась 15 сентября 2013 года — в день празднования 160-летнего юбилея Корсакова.
20 июля 2013 года в Комсомольском сквере открыт памятник адмиралу Невельскому (скульптор А. С. Чаркин).

## Планировка и строительство

Террасированная застройка в Корсакове

Ещё с японского периода истории города его планировка и застройка были обусловлены сложным рельефом с сопками и долинами между ними, что накладывало определённые ограничения и преобладание террасированной застройки в отдельных районах. Если Оодомари имел официальное районирование (Сакаэмати, Нанкей, Ямасита, Фунами и др.), то в Корсакове в основном прижились стихийно возникшие в разное время «народные» названия (Центр, Семь ветров, Пять углов, Моргородок и др.). В генеральном плане, принятом в 2014 году, отдельно упоминается только Южный планировочный район (включающий улицу 2-й микрорайон).

#### Районы и улицы Оодомари
- Сакаэ-мати  (яп. 栄町通り улица Процветания)
- Хон-тё  (яп. 本町 Главный квартал)
- Нанкей  (яп. 南渓町 Квартал Южная долина)
- Фунами-мати  (яп. 舟見町 Квартал любования судами)
- Хацунэ (яп. 初音町)
- Ямасита (яп. 舟見町)
- Хана-мати  (яп. 花街 Цветочная улица)
- Асахи  (яп. 旭町り Улица Восходящего солнца)
- Гиндза  (яп. 銀座通り Банковская улица)
- Хигаси-Итиё (яп. 東一條通り)
- Ниси-Итиё (яп. 西一條通り)
- Бунка  (яп. 文化條通り Улица Культуры)[177]

Планы города в японский период
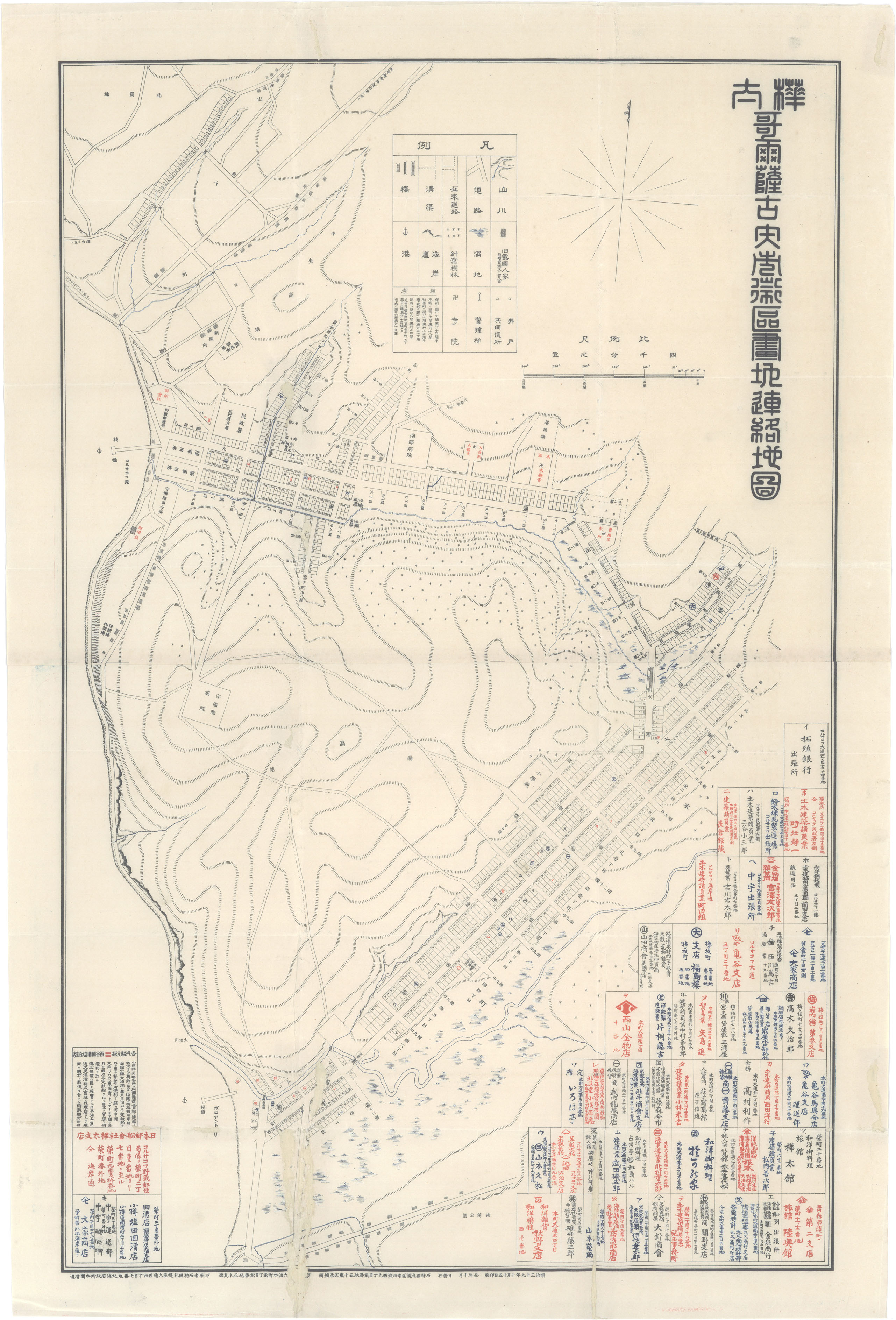
1906 год
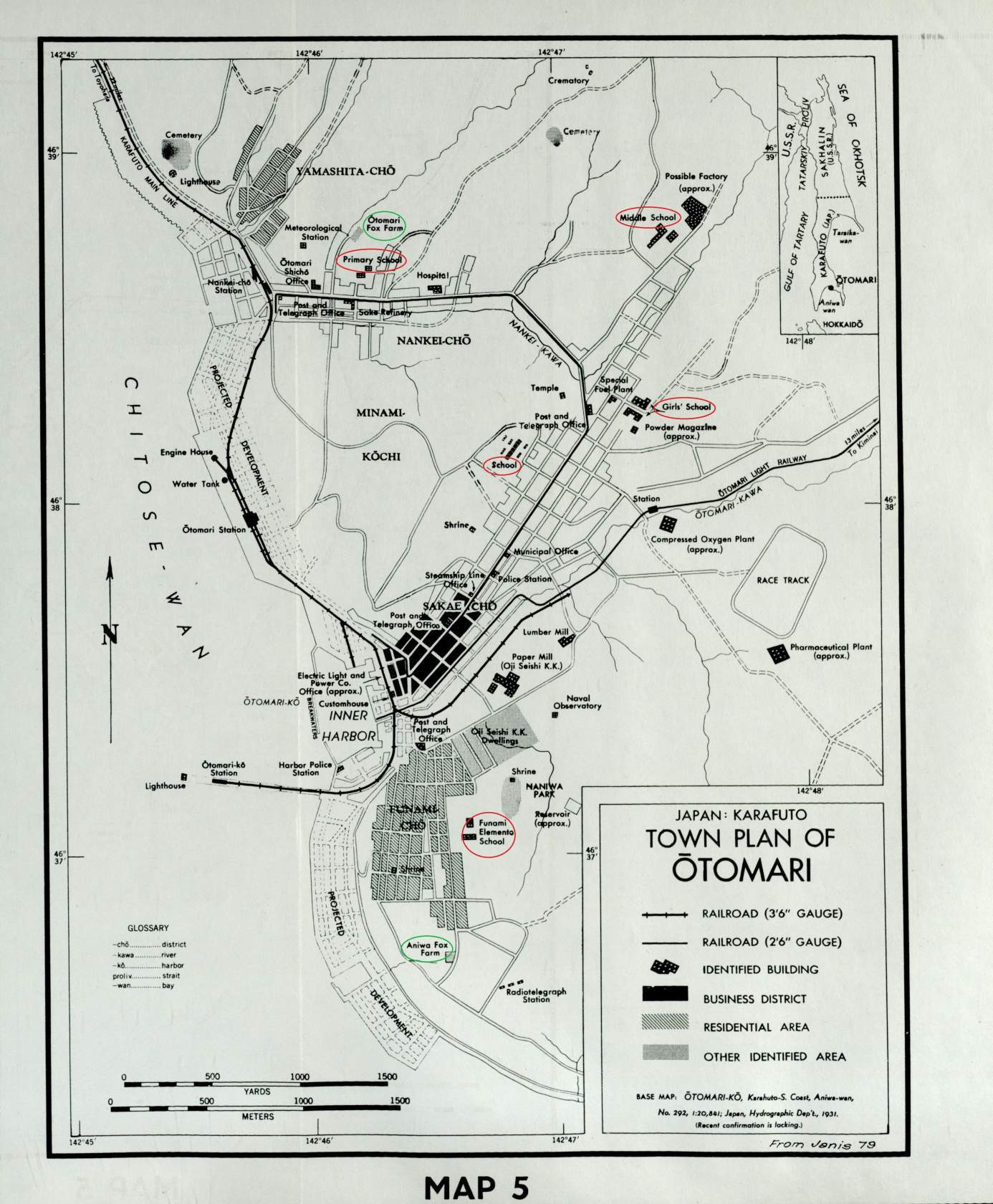
1931 год
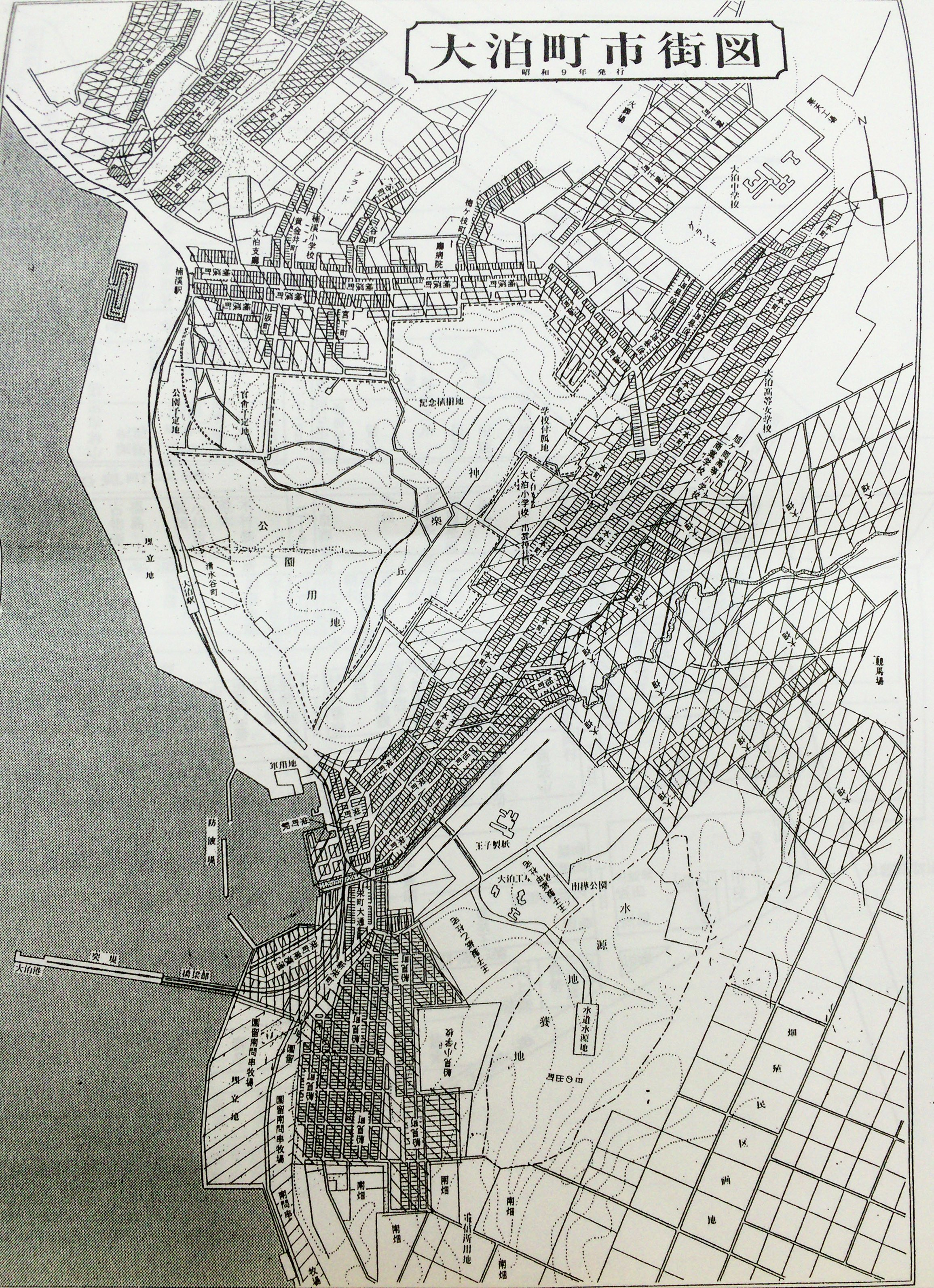
1934 год

### Улицы Корсакова
После переименования улиц Оодомари в 1946 году многие названия (в том числе Советская, Корсаковская, Краснофлотская, Окружная, Нагорная) сохранились до сих пор, а часть спустя некоторое время исчезла (как вследствие дальнейших перемен, так и в ходе перепланировки и строительного бума 1960-х).
Названия улиц Матросова, Свердлова, Серафимовича, Ушакова и Чехова (а также позднее ставших улицами переулков Чапаева и Чкалова) появились на карте города решением исполкома от 19 октября 1948 года, новая улица Гастелло — в 1949. 10 октября 1957 года было принято решение о переименовании улиц: Ворошилова — в Дзержинского; Микояна — в Калинина; Стаханова — в адмирала Макарова; переулок Будённого — в переулок Котовского Решением горисполкома № 498 от 29 декабря 1960 года улица Учительская переименована в Невельскую. Распоряжением горисполкома № 58-р от 30 мая 1988 года часть улицы Флотской от пересечения её с улицей Невельской решено переименовать в честь героя-пограничника И. С. Федько.
В связи с постановлением мэра города и района от 27 ноября 1995 года «О присвоении названий вновь образуемым улицам в районах индивидуальной жилой застройки города Корсакова» № 932 появились улицы Байкальская, Буссе, Гротто-Слепиковского, Депрерадовича, Муравьёвская и Новикская. Аналогичным постановлением № 1046 от 21 ноября 1996 года образована улица Рудановского.
В 2010-х годах в городе насчитывалось свыше 90 улиц (в том числе один бульвар — Приморский) и переулков.

## Органы власти
Структуру органов местного самоуправления Корсаковского городского округа составляют: 1) представительный орган — Собрание Корсаковского городского округа; 2) глава муниципального образования — мэр Корсаковского городского округа; 3) исполнительно-распорядительный орган — администрация Корсаковского городского округа; 4) контрольно-счётный орган — контрольно-счётная палата (Статья 25 Устава).
Собрание Корсаковского городского округа состоит из 20 депутатов, которые избираются сроком на 5 лет на муниципальных выборах населением округа на основе всеобщего, равного и прямого избирательного права при тайном голосовании. Выборы депутатов проводятся с применением смешанной избирательной системы — 10 депутатов избираются по единому избирательному округу пропорционально числу голосов, поданных за списки кандидатов, выдвинутые избирательными объединениями, 10 депутатов — по мажоритарной избирательной системе по 5 двухмандатным округам (Статья 26 Устава).
Председатель Собрания Корсаковского городского округа 6-го созыва — Людмила Дмитриевна Хмыз (с 05.10.2017 года).
Мэр Корсаковского городского округа является высшим должностным лицом округа.
С 17 марта 2025 года — Куприна, Наталья Юрьевна

### В советский период (1947—1991)
С 1 марта 1947 года начал свою деятельность исполком городского Совета депутатов трудящихся. 21 декабря был избран Корсаковский городской Совет депутатов трудящихся I созыва в составе 72 депутатов. На первой сессии горсовета, состоявшейся 26 декабря, был избран исполком во главе с председателем (И. В. Маклаков). В 1977 году Корсаковский городской Совет депутатов трудящихся был преобразован в Корсаковский городской Совет народных депутатов.
Решением 1-й сессии Корсаковского горсовета 21 созыва от 14.05.1990 года утверждена структура и штаты аппарата городского Совета народных депутатов во главе с председателем (В. А. Тимофеев). Решением от 16.05.1990 года председателем исполкома Корсаковского городского Совета народных депутатов был избран Г. Я. Морозов, а решением от 30.05.1990 года было избрано 7 членов исполкома горсовета. На основании Закона СССР «Об общих началах местного самоуправления и местного хозяйства СССР», Закона РСФСР «О дополнительных полномочиях местных Советов народных депутатов в условиях перехода к рыночной экономике», в целях установления единовластия в Советах, решением 3-й сессии Корсаковского городского Совета народных депутатов 21 созыва «Об изменениях в структуре и штатах городского Совета народных депутатов и исполнительного комитета» была сокращена должность председателя горисполкома с 21.12.1990 года. Должность председателя городского Совета совмещена с должностью председателя исполнительного комитета.
На основании Закона РСФСР «О местном самоуправлении в РСФСР», решения 6-й сессии Корсаковского городского Совета народных депутатов 21 созыва Сахалинской области от 17.12.91. была прекращена деятельность исполнительного комитета городского Совета народных депутатов правопреемником которого стала Корсаковская городская администрация.
Председатели исполкома городского совета
- Волков, Виктор Степанович — в 1947
- Световидов, Иван Иудович — в 1947
- Маклаков, Иван Васильевич — с 26.12.1947 по 1950
- Моисеенко, Сергей Яковлевич (1920—?) — с 1950 по 1952
- Снегирёв, Кузьма Васильевич (1916—?) — в 1953
- Талагаев, Иван Васильевич — с 1953 по 1955
- Агапова, Анастасия Михайловна — с 1955 по 1956
- Корякин, Александр Семёнович — с 1956 по 1957
- Челядинов, Александр Тихонович (1918—1975) — с 1957 по 1958
- Золин, Алексей Александрович (1916—?) — с 1958 по 1960
- Сизов, Николай Павлович (1922—1961) — с 1960 по 19.8.1961[189]
- Гридяев, Николай Васильевич (1928—?) — с 1961 по 1966
- Парамонов, Александр Дмитриевич — с 1966 по 1967
- Поликарпов, Владимир Александрович — с 1967 по 1969
- Долгих, Иван Михайлович — с 1969 по 1972
- Холодёнов, Николай Петрович (1935—) — с 1972 по 1973
- Носков, Виталий Витальевич (1935—2012) — с 1973 по 1975
- Алдошин, Виталий Тихонович (1933—) — с 1975 по 1978
- Чернышов, Михаил Петрович — с 1979 по 1980
- Данилов, Виктор Иванович — с 1980 по 1986
- Семеноженко, Василий Васильевич (род. 1945) — с 1986 по 1990
- Морозов, Геннадий Яковлевич (1942—2021) — с 16 мая до 21 декабря 1990
- Тимофеев, Валериан Александрович (1940—2007) — с 21 декабря 1990 до 17 декабря 1991 (должность председателя городского Совета)[188]

В советский период, когда у Коммунистической партии была руководящая роль (вплоть до отмены 6-й статьи Конституции СССР 14 марта 1990 года), партийную организацию города возглавляли следующие первые секретари горкома КПСС:
- Михайлов, Павел Михайлович — с 1947 до 1948
- Галкин, Андрей Борисович — с 1948 до 1949
- Ненадкевич, Виктор Вячеславович (1911—?) — с 1949 до 1951
- Щекочихин, Павел Ильич (1915—1957) — с 1951 до 1957
- Корякин, Александр Семёнович — с 1957 до 1959
- Высоцкий, Михаил Сергеевич (1918—?) — с 11.12.1959 до 1961
- Стрельцов, Юрий Анатольевич (1927—?) — с 1961 до 1965
- Стучебрюков, Дмитрий Сергеевич (1918—?) — с 1965 до 1971
- Рязанов, Николай Григорьевич (1933—?) — с 22.06.1971 до 1976
- Бабичев, Владимир Васильевич (р.1939) — с 1976 до 1978
- Алдошин, Виталий Тихонович (1933—?) — с 9.12.1978 до 1980
- Дёмин, Олег Викторович (р.1939) — с 1980 до 1985
- Бурков, Валентин Михайлович (р.1940) — с 14.12.1985 до 1990[192]

### Главы администрации города и района (с конца 1991 года)
В соответствии с пунктом 4 Указа президента РСФСР от 25.11.1991 № 239 «О порядке назначения глав администраций», на основании письма от 09.12.1991 № 1-2785 губернатора Сахалинской области В. П. Фёдорова депутаты городского Совета согласовали на пост главы местной администрации кандидатуру Ю. А. Савенко. В 1993 году в связи с выездом Савенко за пределы области, решением 12-й сессии Корсаковского городского Совета народных депутатов 21-го созыва от 21.09.1993 года было согласовано представление губернатора Сахалинской области Е. А. Красноярова для назначения В. Н. Осадчего на должность главы администрации Корсаковского района — мэра города и района . 20 октября 1996 года по итогам референдума был принят Устав муниципального образования Корсаковского района. Корсаковская городская администрация была переименована в администрацию муниципального образования Корсаковского района. В период с 1996 до 2015 года глава муниципального образования избирался населением в ходе тайного голосования каждые 4 года.
Решением от 11.11.2015 года № 66 мэр Корсаковского городского округа избирается Собранием сроком на 5 лет из числа кандидатов, представленных конкурсной комиссией по результатам конкурса. Одно и то же лицо может быть избрано мэром округа не более 2 сроков подряд (Статья 37 Устава).
- Савенко, Юрий Алексеевич (р. 1961) — с 9.12.1991 по сентябрь 1993[194]
- Осадчий, Валерий Николаевич (р. 1958) — с 21.09.1993 по 2004 (досрочно сложил полномочия в начале года, его обязанности исполнял А. М. Свояков[194]
- Зливко, Геннадий Анатольевич (р. 1957) — с октября 2004 по 2008 (в декабре 2005 году ему было предъявлено обвинение по ч.3 ст.286 УК РФ[195], а 12.03.2008 со вступлением в законную силу приговора суда (в виде условного лишения свободы) ушёл в отпуск и его обязанности выполняла заместитель — Л. Б. Мудрова)[196]
- Мудрова, Лада Борисовна (р. 1970) — с 14.06.2008 по 20.07.2015 (смещена с должности в связи с утратой доверия)[197]
- Рудаков, Александр Михайлович (р. 1961) — с 24.07.2015 (и. о., на должности с 30.01.2016) по 3.09.2017 года (отстранён в связи с уголовным делом по ч.6 ст.290 УК РФ[198][199][200])
- Магинский, Тимур Владимирович (р. 1978) — врио с 20.09.2017[201], в должности с 10.05.2018 по 08.05.2020[202]
- Гомилевский, Павел Витальевич — врио с 8 мая[203] до 21 июля 2020 года[204].
- Кирьянова, Яна Владимировна — и. о.[204] с 21.07.2020 до 9 апреля 2021 года.
- Ивашов, Александр Владимирович (р. 1983) — c 9 апреля 2021[205] до 27 января 2025 года[206].
- Кирьянова, Яна Владимировна — и. о. с 28 января до 17 марта 2025 года[207].
- Куприна, Наталья Юрьевна (род. 1973) — с 17 марта 2025 года по н. в.[187].

## Экономика и транспорт

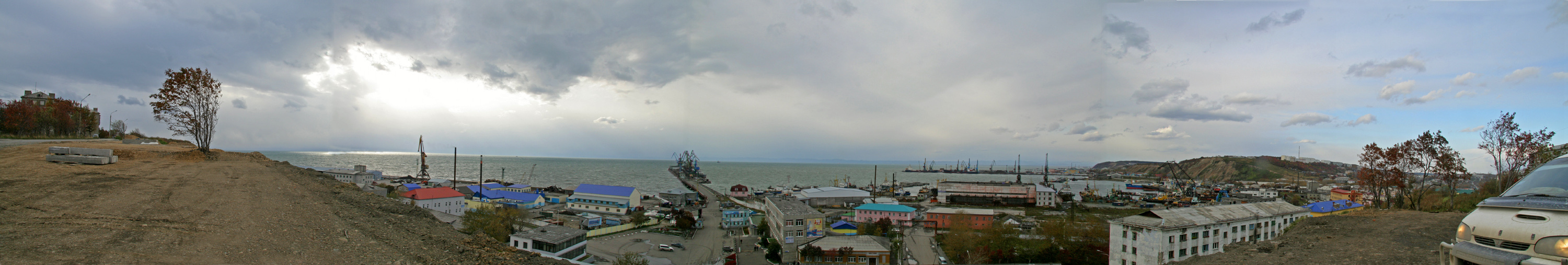
Южный район Корсаковского порта

По состоянию на лето 1946 года в Корсакове действовало множество кустарных предприятий, работали лесопильный и консервный заводы, канатно-верёвочная фабрика, 2 мыловаренных завода, рисоочистительные и соевые заводы. В переходный период в промышленности (в том числе в национализированной рыбной) продолжало активно трудиться японское население, так как рабочих среди прибывающих с материка переселенцев было ещё крайне недостаточно (к 20 марта 1946 года по всему Южному Сахалину только 580 человек). В конце ноября того же года после капитального ремонта возобновил работу агаровый завод, сырьё для которого — красную водоросль анфельция — заготовлял тогда нагахамский комбинат.
С 4 июля 2016 года территория Корсаковского городского округа Сахалинской области отнесена к территории свободного порта Владивосток, деятельность которого регулируется Федеральным законом РФ от 13.07.2015 № 212-ФЗ. В Корсакове расположены несколько заводов по переработке рыбы и морепродуктов (ЗАО «Корсаковский консервный завод», ООО «Персей», ЗАО «Ирис-1», ООО «Ленбок» и др.), рыбодобывающие предприятия, морской торговый порт, агаровый завод (законсервирован в 2009 году), завод пива и напитков «Северная звезда» (запущен в 1997 году на базе пищевого комбината). Ранее действовали база океанического рыболовства (изначально с 1957 года Корсаковское управление рефрижераторно-транспортного флота и снабжения Сахалинрыбпрома, с 1967 года Корсаковское управление океанического рыболовства, с 1977 преобразовано в Базу, предприятие ликвидировано в 2000 году) и фабрика гофрированной тары (ликвидирована в 2003 году).
Корсаковский морской торговый порт принимает до 80 % грузопотока области, являясь одним из крупнейших операторов по перевалке всех видов сухих грузов на Дальнем Востоке. Навигация продолжается круглый год. Ежегодный грузооборот АО «КМТП» — более 1,5 миллионов тонн. Режим «свободного порта» обеспечивает налоговые и таможенные преференции, а близость к основным шельфовым месторождениям делает Корсаковский порт очень удобной базой для нефтедобывающих компаний на Сахалине.
Вблизи города действует крупный завод по сжижению природного газа с причальным комплексом (первый в России; введён в эксплуатацию 18 февраля 2009 года в рамках энергетического проекта «Сахалин-2»). На открытии присутствовали президент РФ Дмитрий Медведев, премьер-министр Японии Таро Асо, герцог Йоркский принц Эндрю, министр экономики Нидерландов Мария ван дер Хувен и представители деловых кругов (всего около 400 человек). За десять лет работы компания отгрузила более 100 млн тонн сжиженного природного газа. По результатам 2017 года в бюджет Сахалинской области перечислено 918 млн долларов США.

### Торговля
В советское время основная масса товарооборота в розничной торговле города и района приходилась на Корсаковторг, рыбкооп и военторг. Изначально как Отомаринский, торг был организован 20 января 1946 года (в его состав вошли 3 магазина для русского населения и 2 — для обслуживания корейцев и японцев; в 1949 году располагал уже 15 магазинами).
С 1990-х годов торговую деятельность стали осуществлять как индивидуальные предприниматели, так и предприятия различных форм собственности (ООО, ОАО и др.). По состоянию на 2019 год в Корсакове работает 5 супермаркетов («Аквамарин», «Март», «Первый семейный», «Счастье» и «Фортуна»), свыше 40 продуктовых магазинов и 39 заведений общественного питания и отдыха (столовых, кафе, баров и пр.), в том числе «Бархан», «Бархат», «Лезгистан», «Сумо» и др. В Корсаковском городском округе достигнута обеспеченность в площадях стационарной торговой сети на 1000 жителей, которая по состоянию на 1 января 2019 года составила 748,49 м² при нормативе 498 м².

### Транспорт
Корсаков является важнейшим транспортным звеном Дальневосточного морского бассейна. Островное положение Сахалинской области определяет ведущую роль морского транспорта в обеспечении её внутренних потребностей, в реализации транспортно-экономических связей с материковыми районами России, так как практически все грузы на остров Сахалин и Курильские острова, а также в обратном направлении, на материк, и в зарубежье доставляются морским путём.
Корсаковский порт обеспечивает единственную грузопассажирскую линию, связывающую Сахалин с Курильскими островами: на линии «Корсаков — Южно-Курильск — Курильск» и обратно регулярные рейсы осуществляют теплоходы «Игорь Фархутдинов» и «Адмирал Невельской» (со 2 июня 2021 года). С конца 1940-х и до 1990-х годов также существовало регулярное сообщение по линии Владивосток — Корсаков — Владивосток. Пассажирские перевозки в тот период осуществлялись на пароходах («Урал», «Сибирь», «Михаил Ломоносов», «Якутия» и «Приморье»), дизель-электроходах (с 1958 года — «Забайкалье» и «Приамурье»), а затем на теплоходах («Григорий Орджоникидзе» — c 1959 года, «Любовь Орлова», «Ольга Андровская», «Ольга Садовская», «Антонина Нежданова» и «Марина Цветаева»).
С 2009 года возобновились регулярные контейнерные перевозки на линии Владивосток — Восточный — Корсаков, по которой ходят суда, доставляющие грузы для островных потребителей и вывозящие продукцию сахалинских товаропроизводителей. В свою очередь с соседней Японией Сахалин связывает пассажирская паромная переправа Корсаков — Вакканай.
В Корсакове расположена железнодорожная станция Сахалинского региона Дальневосточной железной дороги.

## Образовательные учреждения

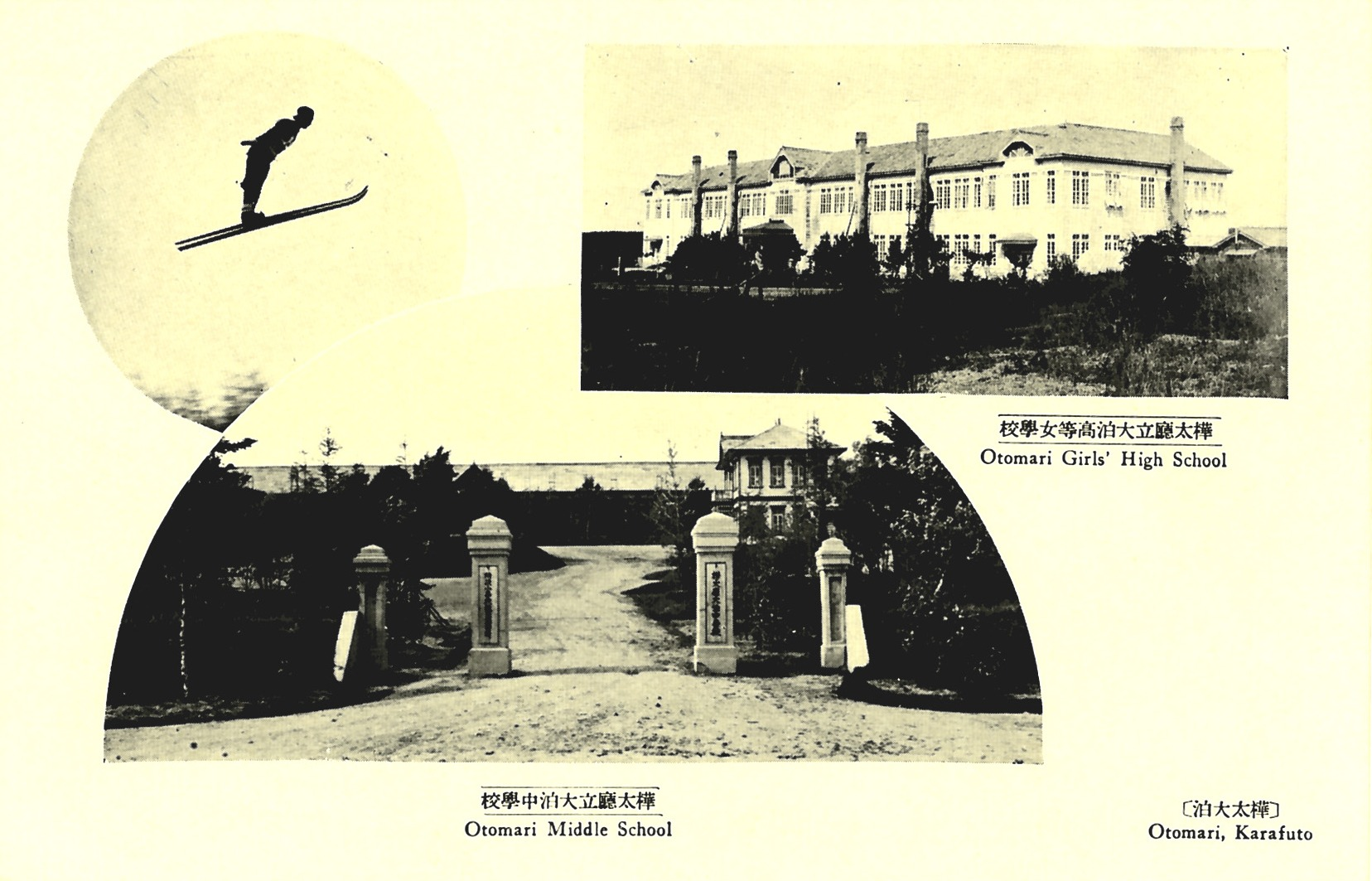
Обе гимназии Оодомари на японской открытке 1925 года

Первое учебное учреждение в посту Корсаковском — детская школа для крестьянских и солдатских детей — было открыто 7 сентября 1875 года по инициативе офицерского собрания 4-го Восточно-Сибирского линейного батальона. Школа получила название Алексеевской в честь великого князя Алексея Александровича. Её попечителем был назначен начальник Южно-Сахалинского округа майор Ф. И. Рябиков, попечительницей — О. П. Радковская, а преподавателями — священник Корсаковской церкви Симеон Казанский и подпоручик Михаил Костевич. В первый год школу посещало 20 детей: 9 мальчиков и 11 девочек из числа детей солдат, крестьян и ссыльнокаторжных. К концу XIX века работала школа при детском приюте (учительница Мария Суковская), а также в Поро-ан-Томари (учитель — надворный рабочий Яков Васильев).
В 1906 году в период с августа по 5 октября японские власти открыли 3 начальных школы. 1 мая 1912 года в Оодомари начались занятия в первой на Карафуто мужской гимназии, в которой получали среднее образование в течение 5 лет (как правило с 13-летнего возраста). Располагалась она в районе нынешней улицы Зелёной, а с 1918 по 1939 год при ней работал Центр подготовки учителей начальных классов. В августе 1925 года школу посетил принц-регент Хирохито, будущий император Японии. Первая на острове женская гимназия (с четырёхлетним обучением) открылась также в Оодомари — 6 октября 1915 года. По состоянию на апрель 1945 года в Оодомари работало 3 средних школы (помимо двух гимназий — двухлетняя торгово-промышленная) и 5 начальных — «гражданских» (яп. 国民学校). В первые десятилетия после возвращения Южного Сахалина в состав России советские школы Корсакова располагались в зданиях бывших японских школ (к середине 1980-х ни одно из них не сохранилось) и постепенно переводились в новостройки. Школы с преподаванием на японском языке продолжали работать вплоть до окончания в середине 1949 года репатриации японского населения, после чего прекратили свою деятельность.

### Начальное и среднее образование
Средняя школа № 1. Открыта в 1946 году в двухэтажном здании бывшей японской школы по улице Школьной (сейчас на этом месте территория детского сада № 7 по ул. Парковой), в котором также затем некоторое время размещались корейская и вечерняя школы. Кроме того, при ней был открыт интернат, в котором проживало 48 учащихся. Нынешнее здание школы № 1 по ул. Краснофлотской введено в эксплуатацию 30 декабря 1963 года.
Средняя школа № 2. Открыта как начальная в декабре 1947 года в приспособленном одноэтажном деревянном здании по улице Солнечной. В 1954 году для средней школы было построено отдельное двухэтажное здание по ул. Восточной, а нынешнее трёхэтажное по ул. Морской принято в эксплуатацию в 1977 году. Прежнее использовалось как жилой дом (снесён в начале 2010-х годов).
Средняя школа № 3. Открыта как начальная в декабре 1947 года по улице Окружной в здании японской начальной школы, сгоревшем 21 декабря 1951 года. С 1956 по 2016 год располагалась в здании на 440 учеников, построенном недалеко от прежнего места. Весной 2018 года его снесли и на той же территории начато строительство нового школьного здания на 330 учащихся 27 января 2020 года школе присвоено почётное наименование — имени Героя Советского Союза А. А. Булгакова, а в августе того же года её приняли в эксплуатацию.

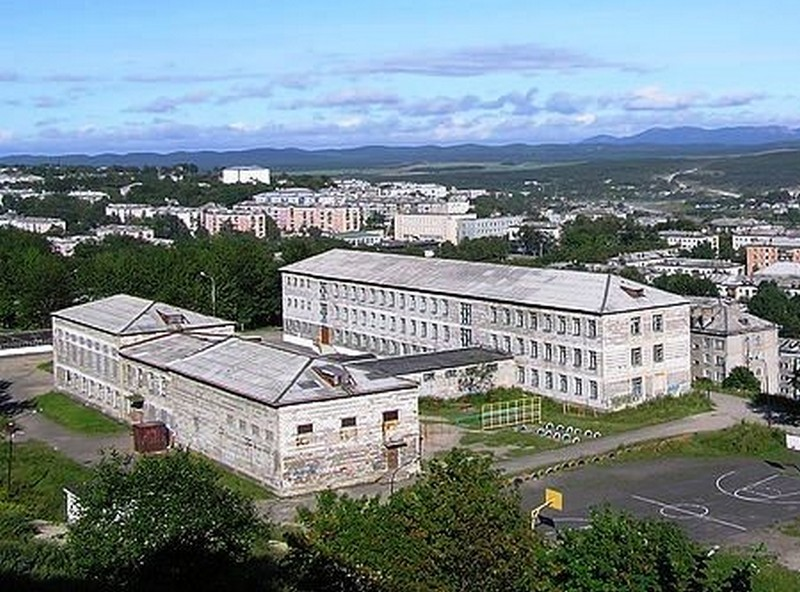
Корсаковская средняя школа № 6

Средняя школа № 4. Открыта как начальная в декабре 1947 года в одноэтажном здании японской школы по ул. Школьной. К 1949 году преобразована в неполную среднюю (семилетнюю), а в сентябре 1961 году переведена в здание бывшей японской женской гимназии по ул. Учительской (сейчас Невельская). В нынешнем здании, построенном рядом, школа № 4 работает с 1967 года. Прежнее было снесено в конце 1960-х (в школьном сквере сохранились фрагменты фундамента).
Начальная школа № 5. Открыта в 1991 году в здании, построенном в 1968 году для школы-интерната.
Средняя школа № 6. Изначально открыта как начальная в 1956 году, работая в одном здании со средней школой № 1 по улице Школьной (сейчас — Парковая), но во вторую смену. В 1962 году преобразована в неполную среднюю. В новое здание по ул. Подгорной, став средней, школа переехала в 1971 году.
Начальная школа № 7 (перепрофилирована). Открыта в 1994 году в новом здании по ул. Парковой, в 2008 году признана лучшей школой города. В начале 2009 года было принято решение перепрофилировать школу в детский сад, который открылся 4 апреля 2011 года.
Вечерняя школа открыта в сентябре 1947 года как школа рабочей молодёжи. С 1956 года располагалась в здании по улице Школьной (сейчас Парковая; снесено в середине 1980-х), где в дневное время до 1971 года работала школа № 6. Продолжала работать там же, пока в 1980-е годы её не перевели в приспособленное одноэтажное здание по улице Восточной. В 2015 году реорганизована путём присоединения к средней школе № 2.

### Профессиональное образование
Мореходная школа по подготовке рядового состава начала обучение с 1959 года в здании, возведённом для дома отдыха моряков на улице Дачной в 1957 году в стиле советского классицизма. В начале 1990-х в Корсакове планировалось создать морской вуз и было начато строительство здания на сопке в конце улицы Вокзальной, однако планы изменились, стройка была прекращена, а 1996 году и само училище было закрыто.

Профессиональное училище № 8 изначально готовило киномехаников и слесарей по ремонту бытовых электроприборов; после закрытия мореходного училища переехало в его здание по улице Дачной. Ликвидировано в 2008 году. В марте 2016 года здание было снесено.
Учебно-курсовой комбинат был открыт в январе 1947 года, а в декабре 1951 года переехал в новое здание (построенное для управления Восточно-Сахалинского Госрыбтреста). В октябре 1953 года стал называться Школой усовершенствования кадров командного плавсостава и специалистов рыбной промышленности, а в 1965 году вновь реорганизован в Корсаковский учебно-курсовой комбинат, на базе которого готовили рабочих для рыбной промышленности. В 1989 году в связи с реорганизацией системы подготовки был ликвидирован, а подготовка специалистов переведена в Корсаковское СПТУ № 8. Сейчас в здании расположен торговый центр «Учкомбинат».
С 1997 по 2011 год в городе действовала частная сельскохозяйственная школа «Сингванг» (Негосударственное образовательное учреждение начального профессионального образования «Сингванг»), созданная религиозной организацией Христианская Пресвитерианская Церковь «Живая вера» (учредитель и директор — Ким Ен Вон). Располагалась в здании бывшего детсада № 7 по ул. Первомайской д.57-а.

### Дополнительное образование
Дом детства и юношества (с 1999 года; изначально как Дом пионеров и школьников открыт 16 октября 1952 года по ул. Советской в деревянном двухэтажном здании 1915 года постройки, где до 1928 находился муниципалитет Одомари, а затем библиотека. После сноса ветхого строения учреждение неоднократно переводили в другие помещения, пока в 1991 году, будучи реорганизованным в Дом творчества детей и юношества, оно не обосновалось в здании бывшего горкома КПСС по ул. Корсаковской.
Детская школа искусств открыта 1 сентября 1977 года в новом здании, построенном на месте снесённого в 1960-е вышеупомянутого здания бывшей японской библиотеки.

### Корейские школы (1945—1963)
В период Карафуто, несмотря на значительное корейское население, национальных школ для него на острове не существовало, а с 1938 года было прекращено преподавание корейского языка как школьного предмета. Корейские дети (как и дети других национальных меньшинств, в том числе русских-старопоселенцев) могли поступать в японские школы, преподавание в которых велось исключительно на японском языке. С приходом советской власти на Южном Сахалине в 1945—1946 годах были открыты школы с преподаванием на корейском языке (в том числе семилетняя в Оодомари), которые на первых порах работали по старой японской системе, а перевод их на советскую систему образования начался в январе 1947 года. 27 ноября 1952 года принято решение об открытии в Корсакове начальной корейской школы на базе 1-го по 4-й классы, выведенных из семилетней школы. 

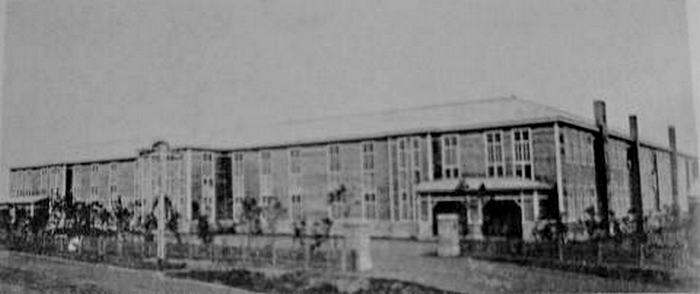
Японская средняя школа, после войны корейская школа г. Корсакова (до 1963 года)

Решением Сахоблисполкома от 13.05.1963 года № 169 все корейские школы области (в том числе вечерние) реорганизовывались и с 1 сентября все уроки должны были вестись на русском. Одной из причин этого было то, что учащиеся плохо овладевали официальным языком страны и потому не могли в дальнейшем получить высшее или средне-специальное образование, из-за чего сферой деятельности большинства корейцев в области оставались сельское хозяйство и низкоквалифицированный труд. В свете новых требований содержание корейских школ фактически было признано нецелесообразным и в дальнейшем их расформировали, а учеников распределили по другим учебным заведениям.
С 2006 году для желающих начато преподавание корейского языка в корсаковской средней школе № 2.

## Здравоохранение и спорт
Основным лечебно-профилактическим учреждением города является Корсаковская центральная районная больница, в состав которой входят: 7 стационарных отделений (приёмное, реанимационно-анестезиологическое, терапевтическое, хирургическое, акушерско-гинекологическое, инфекционно-педиатрическое, инфекционное); 4 поликлинических отделения (поликлиническое, педиатрическое поликлиническое, женское поликлиническое и стоматологическое поликлиническое); 2 амбулаторных кабинета (фтизиатрический и дерматовенерологический); 3 лаборатории (бактериологическая лаборатория, клинико-диагностическая лаборатория, лаборатория диагностики СПИД); 4 диагностических и параклинических отделения (отделение диагностики, рентгенодиагностическое отделение, отделение переливания крови, отделение скорой медицинской помощи).
В прошлом также функционировали ведомственные учреждения: поликлиника порта, поликлиника рыбаков, военный госпиталь.
В мае 1948 года в торговом порту создано спортивное общество «Водник». В мае 1956 года на выделенном в 1954 году морскому торговому порту земельном участке открыт стадион «Водник», названный так по имени местной футбольной команды, чьей домашней ареной до сих пор является. К 1960-м годам становится также местом проведения массовых городских мероприятий. С 1993 года отошёл в собственность города, а в 2014 году вновь открыт после четырёхлетней реконструкции.
Спортивный клуб «Единство» открылся в 1991 году на ул. Зелёной.
Спортивно-оздоровительный комплекс «Флагман». Построен на месте стадиона около средней школы № 4 и открыт 29 декабря 2014 года.

## Культура и искусство
Культурно-досуговый центр «Океан» — размещается в двухэтажном здании, построенном специально для дома культуры в 1971 году. Название присвоено 9 июля того же года по итогам конкурса, а для посетителей он впервые открылся в ноябре (впервые возглавила его Л. М. Шевченко).
Корсаковский историко-краеведческий музей. Открыт 4 октября 1983 года к 130-летию города как отдел районного дома культуры «Океан», а в 1993 переехал в отдельное здание по улице Краснофлотской.

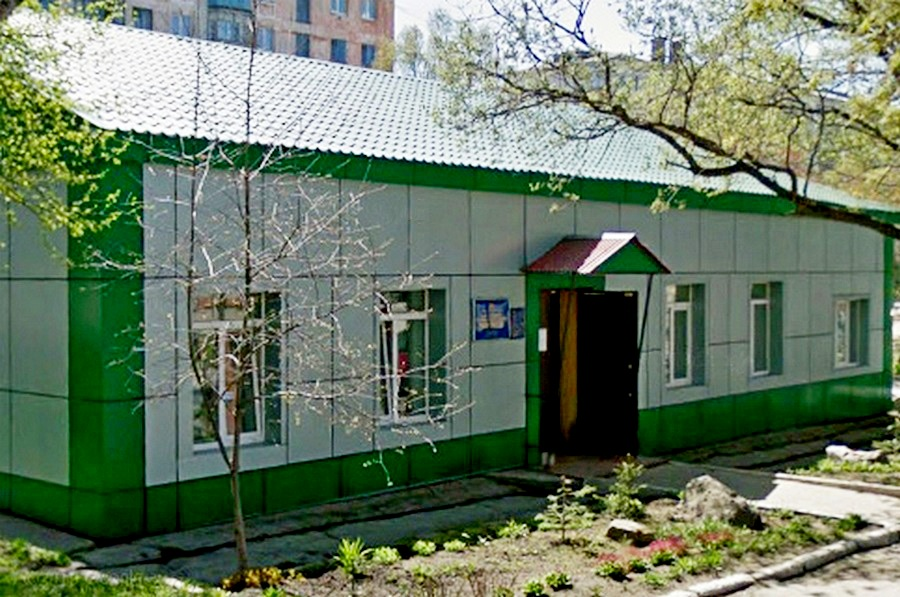
Краеведческий музей

В советский период в разное время работали следующие кинотеатры: «Моряк» (первоначально был открыт в 1946 году в деревянном японском здании по ул. Речной, решением исполкома закрыт 25 августа 1960 года и вскоре сгорел; в новом каменном по ул. Октябрьской начал работу в 1963 году, закрыт в начале 1990-х, здание снесено в августе 2015 года); «Прибой» (открыт в сентябре 1946 года в деревянном двухэтажном здании японского кинотеатра «Мацутаке» (яп. マツタケ映画館), сгорел в середине 1960-х, сейчас на этом месте находится дом № 5 по ул. Краснофлотской); «Мир» (с 1956 года располагался в бывшем японском храме по ул. Окружной, закрыт в 1972 году); «Союз» (по ул. Краснофлотской, 27; открыт в 1972 году, прекратил кинопоказы в начале 2000-х годов, помещения арендовались под магазины вплоть до ликвидации предприятия в 2011 году). Снесён в мае 2019 года. На его месте планируют построить новый культурно-досуговый центр.
Также кинопоказы производились в Доме офицеров флота (в здании бывшего японского театра; сгорел в 1965 году), клубах и ДК «Океан».
С 2014 года в конце августа на территории бывшего военного аэродрома «Пушистый», расположенного на восточной окраине города, проходит ставший уже традиционным фестиваль авиации и музыки «Крылья Сахалина».

## Религия
Граф Резанов, в мае 1805 года посетивший главное селение залива Анива с экспедицией Крузенштерна, упоминал «кумирню» (по мнению японских историков, это был синтоитский храм богини Бэндзайтэн), из которой затем в 1806 году в ходе рейда Хвостова «похитили бога», а само здание сожгли. На японском рисунке селения Кусункотан 1854 года отмечено два синтоистских храма Бэндзайтэн и Инари. В последнем однажды, по-видимому, побывал и начальник Муравьёвского поста майор Буссе. На плане поселения 1872 года кроме упомянутых святилищ также был обозначен храм Хатимана. Точные сведения о дальнейшей их судьбе после передачи территории под юрисдикцию России отсутствуют.

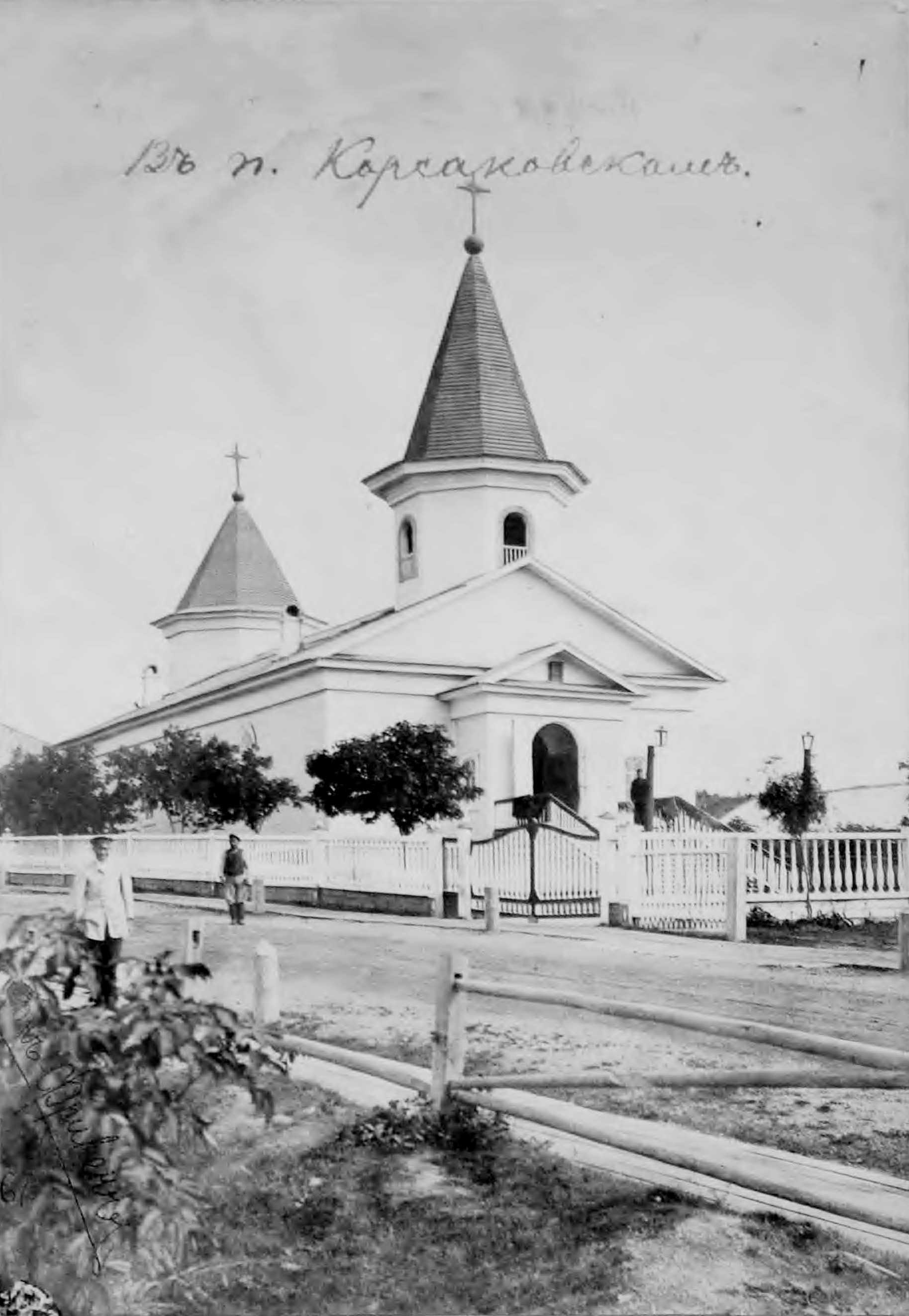
Церковь святителя Николая Чудотворца в Корсаковском посту (фото 1894 года)

В мае 1870 года по инициативе отца Симеона Казанского солдатами 4-го Восточно-Сибирского линейного батальона, а также моряками со шхуны «Восток» и клипера «Всадник» в Корсаковском посту была заложена церковь в честь святителя Николая Чудотворца (позднее получила название Анивская; освящена 26 июля (7 августа) 1883 года). Сгорела во время высадки японского десанта в июле 1905 года.
В период Карафуто в 1907 году был сначала построен синтоистский храм Фунами-дзиндзя (яп. 舟見神社), затем Анива-дзиндзя (яп. 亞庭神社, в 1914) и Карафуто-Идзумо-дзиндзя (яп. 樺太出雲神, в 1924). Но ещё раньше, в сентябре 1905 года, буддийская секта Дзёдо командировала военного миссионера, основавшего в Корсакове первый приход. В 1908 году был построен храм Синсю-Хонган-дзи (яп. 真宗本願寺), а в июле 1909 года основана община секты Нитирэн и в приспособленном помещении открыт храм Хока (в 1930 году построен отдельный). В конце 1911 года в Оодомари проживало уже 11 буддийских миссионеров. Позже появились и церкви различных христианских конфессий: так, в 1939 году был построен католический костёл. После репатриации японского населения в конце 1940-х все культовые учреждения в городе были закрыты, а здания их частично перепрофилированы, а со временем так или иначе разрушены.
19 июня 1991 года зарегистрирован Корсаковский приход Покрова Божьей Матери в составе Южно-Сахалинской и Курилькой православной епархии и позже ему передано старое здание около автовокзала. 1 апреля 1999 года основан Свято-Покровский мужской монастырь путём преобразовании одноимённого прихода (для обители были выделены помещения бывшего матросского клуба, построенного в 1959 году). В 1999 году для устройства православной церкви епархия получила одноэтажное здание, ранее принадлежавшее ГАИ. В течение нескольких лет к нему пристроили второй этаж, колокольню и центральный купол. Новому храму дали имя Вознесенский.
Также в городе действуют местные религиозные организации: Церковь евангельских христиан-баптистов «Источник жизни» (ул Флотская, 1); Корсаковская церковь «Истина» христиан веры Евангельской (Дзержинского, 5); Корсаковская Христианская Пресвитерианская церковь (ул. Заозёрная, 13) и Корсаковская церковь христиан веры Евангельской (Лермонтова, 4).

## Средства массовой информации

### Городские газеты
- «Восход» (общественно-политическая газета). С 23 марта 1948 года до осени 1956 года выходила городская газета «Победа» (изначально как печатный орган Корсаковского горкома и райкома ВКП(б), городского и районного Советов депутатов трудящихся; с № 126 в 1952 году — орган горсовета и горкома КПСС). С 1 ноября 1951 года до апреля 1963 года издавалась газета «Знамя коммунизма» (первоначально как орган Корсаковского райкома ВКП(б) и районного Совета депутатов трудящихся; с № 127 в 1952 году до № 111 в 1956 году как орган Корсаковского райкома КПСС и районного Совета депутатов трудящихся; с № 112 в 1956 году как орган Корсаковского городского комитета КПСС и городского совета депутатов трудящихся). Под названием «Восход» общегородская корсаковская газета выходит с 1 мая 1965 года[330]. Редакция располагалась по адресу Комсомольская, 6 (на нынешнем месте — с 8 июня 1975 года)[331].
- «Сахалинский вектор» (рекламно-информационный еженедельник), с 2003 года[332]
- «Корсаковское телевидение», с 2008 года[56]

### Радиостанции
- Радио России / ГТРК Сахалин — 72,29 (УКВ). (Молчит)
- Радио России / ГТРК Сахалин — 73,79 (УКВ). (Молчит)
- Радио АСТВ — 102,0 МГц (FM);
- Европа Плюс — 104,1 МГц (FM);
- Радио России / ГТРК Сахалин — 107,6 МГц (FM),

Также в СВ-диапазоне принимаются станции из Японии и Хабаровского края.

## Известные уроженцы
- Александр Анатольевич Романьков (род. 7 ноября 1953) — советский спортсмен, олимпийский чемпион по фехтованию[334] и многократный чемпион мира.
- Георгий Степанович Куликов (род. 11 июня 1947 года) — советский пловец, двукратный призёр Олимпийских игр 1968 года.

## Достопримечательности
Из архитектуры периода Карафуто наиболее известно здание бывшего отделения «Хоккайдо Такусёку Банк» (яп. 北海道拓殖銀行), построенное в 1929 году на пересечении улиц Сакаэмати и Гиндза. В советское время в нём тоже размещались банковские учреждения. Затем на протяжении 1990—2010-х годов оно находилось в заброшенном состоянии, постепенно разрушаясь (хотя ещё в 1999 года оно получило статус памятника архитектуры областного значения). В 2016 году было принято решение о его реконструкции, в здании планировалось разместить филиал Сахалинского областного музея.

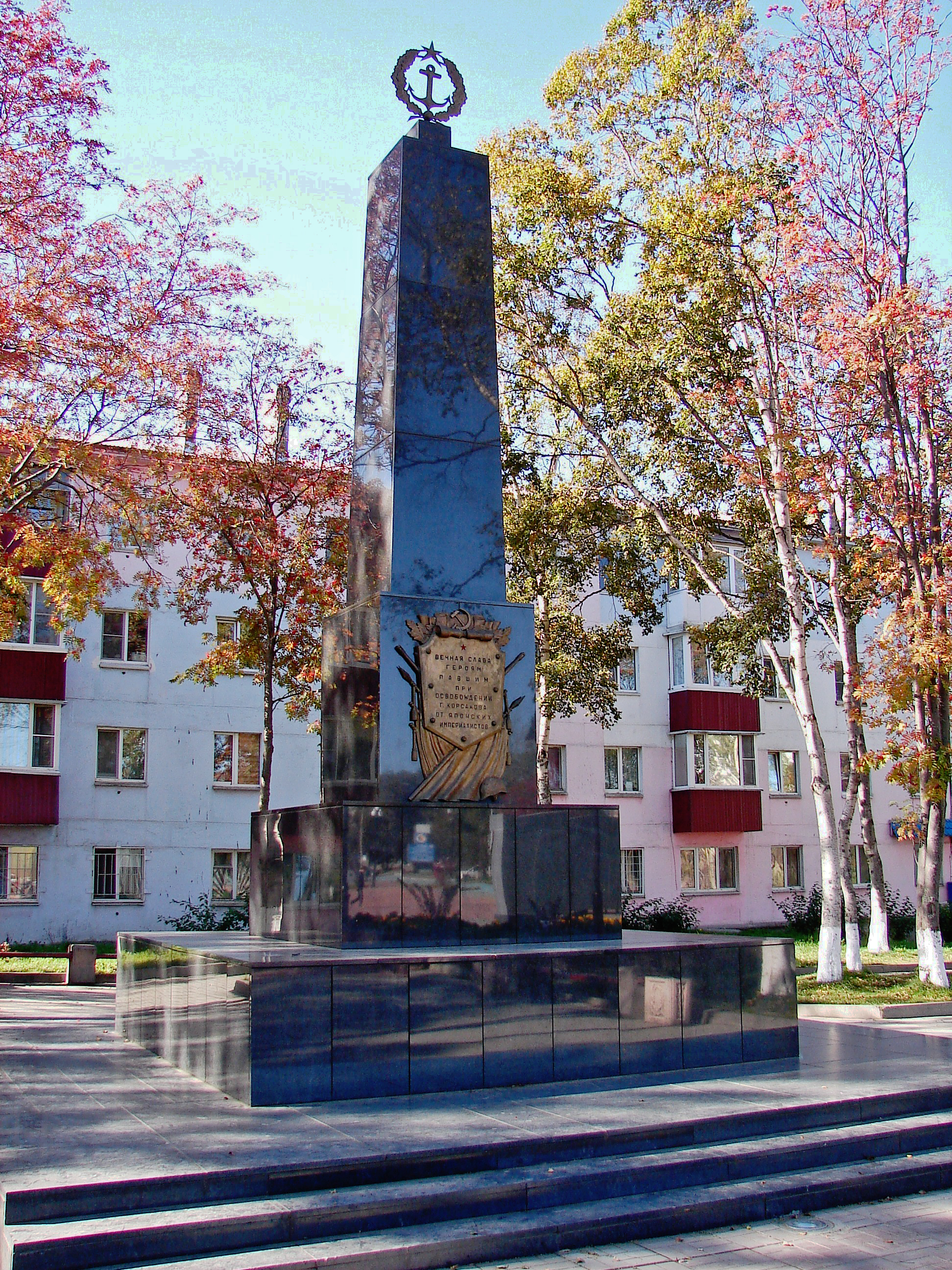
Памятник павшим за освобождение Корсакова от японских милитаристов

Из других японских строений сохранились: два школьных павильона «хоандэн» (яп. 奉安殿): один находился по ул. Ушакова недалеко от школы № 3 (пока в 2018 году не был перенесён на территорию городского музея), другой — по ул. Зелёной (оба в районах расположения несохранившихся зданий японской начальной школы и мужской гимназии соответственно); кирпичное хранилище для документов («бунсёко», яп. 文書庫), построенное в начале XX века (сейчас на территории средней школы № 1 по улице Краснофлотской); склады-куро (яп. 倉) из глазурованного кирпича по улицам Октябрьской и Адмиралтейской, а также строения на территории бывшей фабрики гофротары и отдельные деревянные жилые дома в разных районах города; военные доты с подземными тоннелями по улице Путинной и в районе заброшенной стройки мореходного училища.
Памятник павшим за освобождение Корсакова от японских милитаристов в первоначальном виде был установлен в июне 1951 году на улице Школьной в городском сквере (ныне Мемориальный сквер). В 1956 году была произведена реконструкция памятника, а в 1957-м — полная замена. В 1971 году объект был взят на учёт как архитектурный монумент областного значения. Открытие обновлённого монумента, облицованного чёрными полированными плитами, состоялось в начале декабря 2007 года.
Из других достопримечательностей советского периода выделяют мозаичное панно на здании детской школы искусств 1977 года постройки, а также самое длинное (около 40 м) тематическое панно на острове, возведённое на ограждении северного района порта к 110‑летию со дня рождения В. И. Ленина и состоящее из трёх частей, отражающих основные вехи становления СССР.
На старом кладбище установлен Памятник жителям Отомари, погибшим в 1945 году, представляющий собой четырёхгранную пирамиду с трёхступенчатым основанием и металлическими табличками с текстами на японском и русском языках: «Помолимся за упокой души почивающих здесь, за мир и дружбу между народами». Создан в 1993 году при содействии японской стороны, которая взяла на себя финансирование. Посвящён в том числе тем, кто был похоронен на расположенном рядом японском кладбище и чьи могилы оказались впоследствии утрачены. Отнесён к памятникам истории и культуры Сахалинской области (Постановление администрации Сахалинской области от 12.03.1999 № 80).
Мемориал Памяти сахалинским корейцам, жертвам японского милитаризма — на Приморском бульваре, на так называемой горе Грусти (кор. 망향의). Открыт 3 ноября 2007 года. Автор стелы — профессор Сеульского университета Цой Ин Су (кор. 최인수).
Смотровая площадка, откуда открываются виды на город, бухту и море. Изначально обустроена японцами в 1910-е годы как часть парка Кагураока (яп. 神楽岡), который в начале 1960-х получил новое развитие как Парк культуры и отдыха и в 1968 году был назван в честь 50-летия ВЛКСМ.